# 九州電灯鉄道
九州電灯鉄道株式会社（旧字体：九州電燈鐵道󠄁株式會社󠄁、きゅうしゅうでんとうてつどうかぶしきがいしゃ）は、明治末期から大正にかけて存在した日本の電力会社・鉄道事業者である。福岡市に本社を置き、北部九州を中心に事業を展開した。略称は「九鉄」。
福岡市で1896年（明治29年）に設立された博多電灯株式会社（はかたでんとう）が起源。1911年（明治44年）に福岡市内で路面電車を運転する福博電気軌道と合併して博多電灯軌道株式会社（はかたでんとうきどう）と改称し、翌年、さらに佐賀県の九州電気と合併して九州電灯鉄道となった。その後も合併を繰り返し、福岡・佐賀両県のほか長崎県・熊本県・山口県にも供給区域を広げた。
1922年（大正11年）、愛知県に本社を置く関西電気（旧・名古屋電灯）と合併して解散した。この直後に関西電気は「東邦電力」へと改称している。

## 概要
九州電灯鉄道は、大正から昭和戦前期にかけての電力業界大手「五大電力」のひとつ、東邦電力（1922 - 1942年）の前身である。この東邦電力は、福岡県福岡市など北部九州を主な供給区域としていた九州電灯鉄道と、愛知県名古屋市など東海地方を主な供給区域としていた名古屋電灯が合併し成立した。ただしその成立過程はやや複雑で、奈良県の関西水力電気がまず1921年（大正10年）10月に名古屋電灯を吸収合併して名古屋へ移転の上関西電気と改称し、この関西電気が翌1922年（大正11年）6月に九州電灯鉄道を合併して東邦電力に改称する、という過程をたどっている。また合併に先立つ1921年12月、九州電灯鉄道の経営陣の一部が関西電気に入っており、合併時点では関西電気・九州電灯鉄道の社長は同一人物であった。
九州電灯鉄道は元は「博多電灯」と称し、1896年（明治29年）に福岡市で設立された。開業は翌1897年（明治30年）で、このときに電灯供給を開始。1908年（明治41年）には動力用電力の供給も始めた。1911年（明治44年）、福岡市の福博電気軌道との合併に伴い「博多電灯軌道」に改称し、事業に電気供給事業のほか軌道事業（福博電車）・土地建物事業を加える。翌1912年（明治45年）には佐賀県や福岡県筑後地方に供給する九州電気（旧・広滝水力電気）を合併して「九州電灯鉄道」に改名した。以降も九州電灯鉄道は周辺事業者の統合を積極的に進めて事業を拡大、1920年（大正9年）にかけて11の電気事業者と1つの軌道事業者を合併ないし買収している。この結果、供給区域は福岡・佐賀両県のほか長崎県・熊本県・山口県に拡大し、福岡市・久留米市・大牟田市・佐賀市・唐津町（現・唐津市）・佐世保市・長崎市・下関市といった都市に供給した。また唐津の軌道事業（唐津軌道）も引き継いだ。
統合した事業者のうち、1916年（大正5年）に合併した長崎電気瓦斯から長崎市における都市ガス事業を引き継ぎ、1919年（大正8年）には「製作所」を建設して変圧器・電動機など電力機器の製作を始めた。こうして九州電灯鉄道は5種の事業を抱えるに至る。収入は電気供給事業が最多（1921年下期の決算では総収入の9割近くを占める）で、以下軌道事業・ガス事業・製作所事業・土地建物事業と続いた。
電気事業者としての九州電灯鉄道は、1951年（昭和26年）に発足した九州電力・中国電力の管内にあった事業者のひとつである。軌道事業者としては西日本鉄道（西鉄）の前身のひとつであるが、運営していた路線はすべて廃止され現存しない。またガス事業は西部ガス、製作所事業は西部電機に引き継がれている。

## 沿革

### 博多電灯の設立

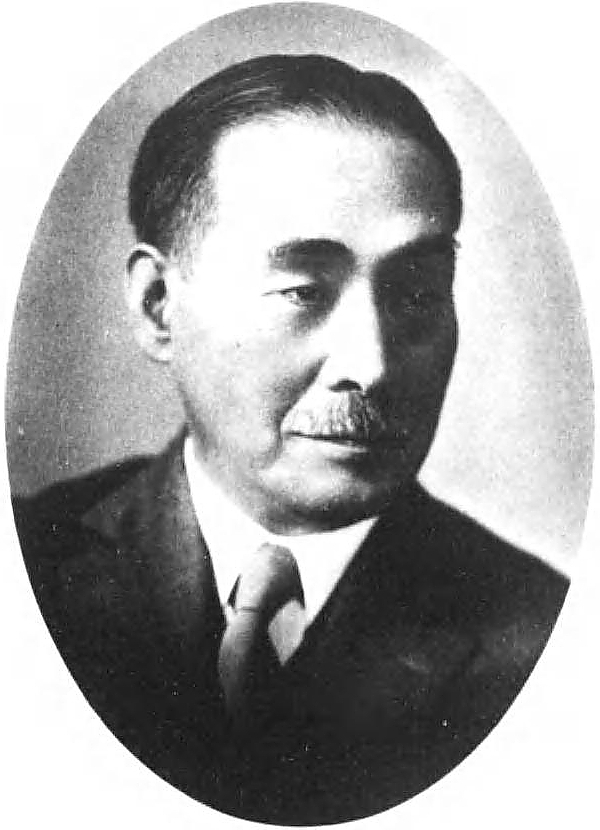
博多電灯設立に参加した太田清蔵（のちに社長）

1887年（明治20年）に東京電灯によって始まった日本の電気事業は、1890年代に入ると九州にも上陸し、まず熊本市において1891年（明治24年）に熊本電灯（のちの熊本電気）が開業、次いで長崎市でも1893年（明治26年）に長崎電灯（のちの長崎電気瓦斯）が供給を開始した。
福岡市における電気事業起業の契機は、先に開業した東京の事業者からの勧誘であった。九州に電気事業が起こる前の1889年（明治22年）のことで、品川電灯社長の岩下清周らが福岡を訪れ、地元の有力者に電気事業の起業を勧誘したのである。勧誘に応じて鋳物商磯野七平・油商太田清蔵らが起業に向けた調査を始めた。翌年に始まる恐慌や帝国議会仮議事堂漏電火災の影響で実際の会社設立は遅滞するが、県会議員らによる「福博電灯」設立の動き（1893年8月会社設立出願）があると磯野らは慌てて資本金3万円での電灯会社起業を決定し、福博電灯発起人に少額の報酬を支払い出願を取り消させた。
1894年（明治27年）6月、発起人から発起委員を選び、博多商業会議所に創立事務所を開設して本格的な設立準備が始まった。日清戦争の影響で会社設立はさらに遅れるが戦後になると環境が整ったため、発起人は1895年（明治28年）10月4日付で「博多電灯株式会社」発起願を農商務省に提出した。出願が翌1896年（明治29年）1月20日付で認可されると、それをうけて同年3月26日に創業総会開催に至る。当時の電気事業起業手続きには、農商務省による発起認可と創業総会後に申請・免許される会社設立免許があり、また別途道府県による電気事業の許可があったが、博多電灯に関しては農商務省の設立免許と福岡県の電気事業許可を得た日付を記す直接の史料は残されていない。ただし後述の大牟田支店開設時の商業登記には1896年5月6日付で会社設立、逓信省の『電気事業要覧』には1894年10月29日付で電気事業経営許可とある。
発足時の博多電灯の資本金は5万円。総株数は2000株で、700株を発起人にて引き受け、残りの1300株は需要家を確実に得る意図から供給予約とセットで公募した。しかし電気事業についての理解がいまだ浅い時代であったことから、株式の公募は不振であった。社長には磯野七平が就任し、その他役員には太田清蔵らが名を連ねた。役員はすべて博多の商人または福岡の銀行家であり、当初の博多電灯は地元企業としての色彩が強かったといえる。

### 開業と拡大
会社設立とともに、博多電灯ではあらかじめ土地を確保していた市内の東中洲において発電所（東中洲発電所）の建設に着手した。機械類は電灯2000灯の供給計画に基づき60キロワット発電機2台を東京の芝浦製作所（現・東芝）に、ボイラーを地元の工場にそれぞれ発注。発電機を芝浦製作所に発注したのは、事業を勧誘した岩下清周が三井財閥の益田孝と関係があり、その益田から芝浦製作所（三井傘下）の機械を使うよう依頼されたためであった。機械の据付は品川電灯から技師が出張して担当した。工場の失火でボイラーの納入が遅延したため機械の据付完了は1897年（明治30年）7月であったが、今度は発電機の故障というトラブルがあり、修理のため営業開始は同年11月1日となった。熊本電灯・長崎電灯に続く九州で3番目の電気供給事業である。
会社設立前の段階では電灯1000灯を供給する計画であったため、発電機1台分の計算で資本金は5万円に設定されたが、需要開拓のため電灯料金を低く抑えたことで想定以上の申し込みがあり、急遽社債発行と資金の借り入れによって発電機1台を追加で用意した。このため負債比率が高くなって追加融資が受けにくくなり、開業直後に早くも資金不足に陥ってしまう。しかし開業時から電灯数が発電能力の限度に近い1800灯に達するなど需要は多く発電所増設が必須な情勢であった。その一方で、開業直前の1897年10月に初代社長の磯野七平が死去した後、11月に取締役の太田清蔵が2代目社長となるが翌1898年4月には新任の取締役石橋勇三郎が専務となる（社長空席）、というように磯野の後継が決まらず企業統治でも不安定な状況にあった。
1898年（明治31年）になって倍額増資による負債一掃と発電所の増設という打開策が考案されたが、この計画は経営陣と株主の対立を招く。同年8月、役員総辞職により取締役・監査役すべて前任者と異なるという新経営陣が就任する（社長・専務空白）が、2か月後の10月にはこの役員も総辞職に至る。同月の株主総会では選出された役員が全員就任を拒否するという事態へと発展、一時は会社の解散さえ噂されるまでになった。結局10月末に専務野村祐雄、取締役太田清蔵・石橋勇三郎らという新経営陣が立ち上げられ、12月には増資問題の妥協が成立、10万円への倍額増資が決定した。
倍額増資で可能となった発電所の増設は翌1899年（明治32年）12月に完成。この間の1899年6月に燃料石炭費の高騰を理由に電灯料金を大幅に引き上げたが、熊本電灯や長崎電灯など周辺事業者と同水準の料金であり需要家の反対はなく、したがって需要増加のペースが衰えることはなかった。料金の値上げと供給増加で業績は高配当が可能となるまでに好転し、好業績を背景に社内の対立は終息していった。

### 合併問題

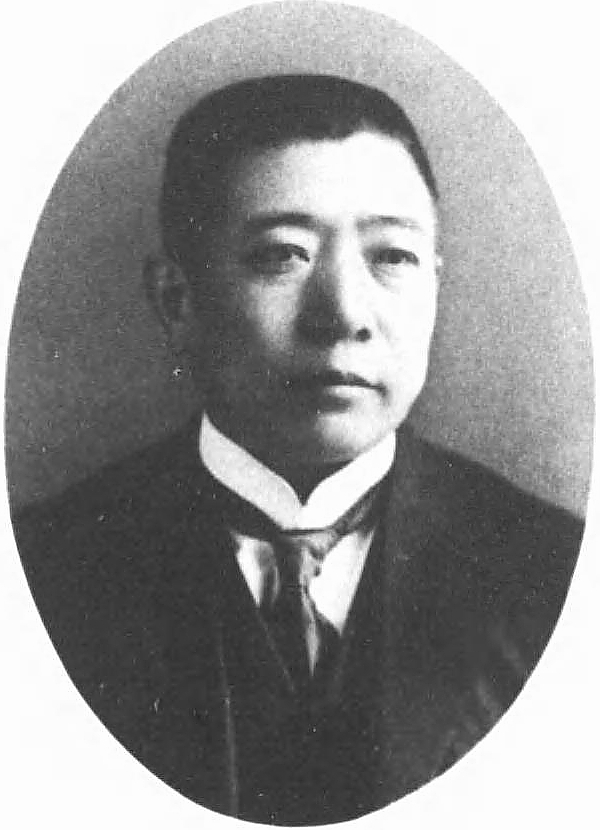
博多電灯社長・九州電灯鉄道常務山口恒太郎

日露戦争後の1906年（明治39年）、博多電灯の電灯供給は需要家数2千戸、灯数8千灯を突破した。電源の東中洲発電所は需要増加とともに増設が重ねられていたが、この時期には敷地の問題でこれ以上の増設が不可能となっていた。また石炭価格の高騰で業績が低下していたこともあり、双方の問題の解決策として当時の社長太田清蔵（1902年1月社長再任）は水力発電を志向した。そして当時、佐賀県を流れる筑後川水系城原川における水力発電を元博多電灯役員の牟田万次郎が計画していたことから、太田はこれと博多電灯の合同を計画した。
1906年11月4日、城原川開発のための新会社広滝水力電気が発足（資本金30万円、社長中野致明）。2日後の6日には早速博多電灯と広滝水力電気の間で合併仮契約が締結された。合併の承認を得るべく11月25日に臨時株主総会が招集されるが、総会では株主の中から炭鉱業者の堀三太郎、元福岡日日新聞主筆の山口恒太郎ら「火力派」と呼ばれたグループから強い反対意見が出され、合併の承認をせず後日調査の上結論を出すということとなった。株主の中から選出された調査委員が広滝発電所建設予定地の視察や送電についての調査を行い、それを報告した結果、株主の間では「火力派」の勢力が強まり、水力発電を提唱する太田らを支持する声は小さくなっていった。資金調達などの都合で博多電灯社内の結論を待てない広滝水力電気は、12月20日をもって合併仮契約は失効すると博多電灯に通告する。そして結論はこの期日までに出ず合併は自然消滅となり、博多電灯では太田が社長を辞任、経営陣は新たに社長となった山口をはじめ「火力派」へと交代した。
水力発電への進出を選択しなかった博多電灯では、1908年（明治41年）9月、福岡市郊外の筑紫郡住吉村に新火力発電所の住吉発電所を建設した。また同年3月、大牟田電灯の合併と福岡県南部の大牟田市における支社設置について逓信省から認可を得た。この大牟田電灯は、三池土木社長野口忠太郎らを発起人として計画されていた会社であるが、資本金10万円の株式募集が難航し会社設立に至っていなかった。これに着目した博多電灯は大牟田電灯発起人と交渉し、博多電灯の手で大牟田地区の供給事業を行うこととしたのであった。大牟田における電気事業は翌1909年（明治42年）2月27日に開業。2日後の3月1日付で博多電灯は大牟田支社を開設している。
経営面では、博多電灯は1900年代を通じて増資を重ね資本金を膨張させていった。1899年に続く2度目の増資は5万円で、1902年（明治35年）7月に株主総会で議決。次いで住吉発電所建設のため1907年7月に20万円の増資を議決し、翌1908年10月にも5万円の追加増資を議決、さらに1909年3月には40万円の倍額増資を決議している。設立以来5度にわたる増資で資本金は設立時の16倍、80万円に拡大した。

### 博多電灯軌道となる

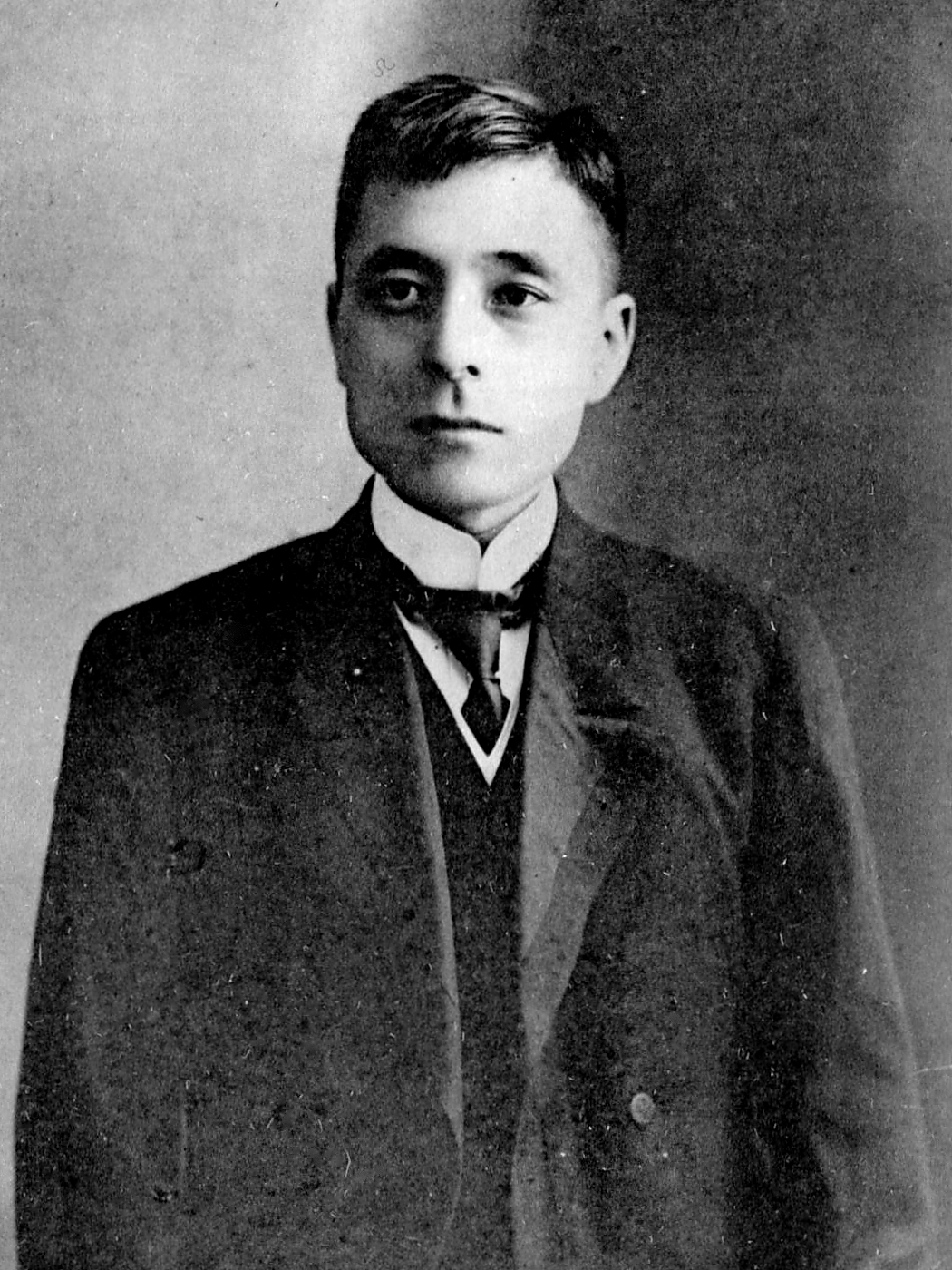
福博電気軌道社長福澤桃介

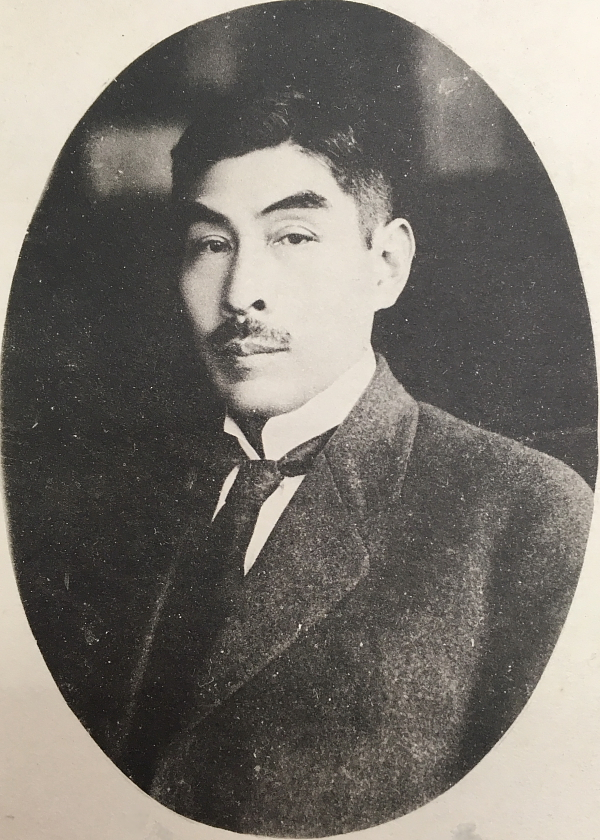
福博電気軌道専務・九州電気常務松永安左エ門

1910年（明治43年）3月、福岡市に路面電車が開業した。運営する事業者は福博電気軌道株式会社といい、前年1909年に設立されていた。社長は東京の実業家福澤桃介で、博多電灯社長山口恒太郎や太田清蔵、牟田万次郎など博多電灯関係者も役員に名を列ねていた。同社は電車の運転に要する電気は自社火力発電所（堅粕発電所）から得ていたが、1911年（明治44年）3月に博多電灯と電力受給契約を締結し、自社発電から受電への転換を決定した。このことで博多電灯と福博電気軌道の関係は緊密なものとなった。
また1906年に博多電灯との合併仮契約を締結したが合併に至らなかった佐賀県の広滝水力電気は、1910年になって新会社・九州電気株式会社となっていた。この九州電気の役員には福博電気軌道の役員を兼任する者が多く、九州電気取締役の福澤桃介は福博電気軌道社長、九州電気常務の松永安左エ門は福博電気軌道専務であった。博多電灯と福博電気軌道の関係強化と、福博電気軌道・九州電気の人的結合を背景に、1911年になって博多電灯・福博電気軌道・九州電気3社の合併計画が浮上する。
松永安左エ門の主導によって3社の合併は具体化され、1911年5月31日付で合併仮契約締結まで進んだ。しかしながら博多電灯・九州電気の株主はこの合併に強く反対した。当時の3社の業績を見ると、払込資本金は九州電気・福博電気軌道・博多電灯の順に多かったが、利益金はその反対で、したがって配当率も博多電灯12パーセント、福博電気軌道10パーセント、九州電気7パーセントという具合であった。このことから博多電灯側は業績が見劣りする九州電気の合併に難色を示し、九州電気側は豊富な未開発の水力資源を抱えるにもかかわらず現状の営業成績のみを基準として不利な合併条件となることをおそれて合併に反対した。
合併承認に至らないため3社の合併は一旦中止され、さしあたり合併に異論が起きなかった博多電灯・福博電気軌道の2社で合併することとなった。両社は1911年6月12日付で合併仮契約を締結、28日の臨時株主総会においてそれぞれ合併を承認した。博多電灯では住吉発電所増設のため同年3月に倍額増資を決議していたが、これに福博電気軌道の資本金120万円を加えて新資本金を280万円とし、解散する福博電気軌道株主に対し持株1株につき博多電灯の新株1株を交付する、という合併条件であった。合併は1911年11月2日付で成立し、博多電灯は「博多電灯軌道株式会社」へと社名を改めた。
合併成立後の11月26日付で役員改選があり、旧博多電灯・福博電気軌道の双方から役員が選ばれた。社長は博多電灯社長の山口恒太郎が引き続き務め、その下には福博電気軌道から専務取締役に松永が入っている。なお福博電気軌道社長の福澤桃介は役員にはならず相談役に推された。

### 九州電灯鉄道成立

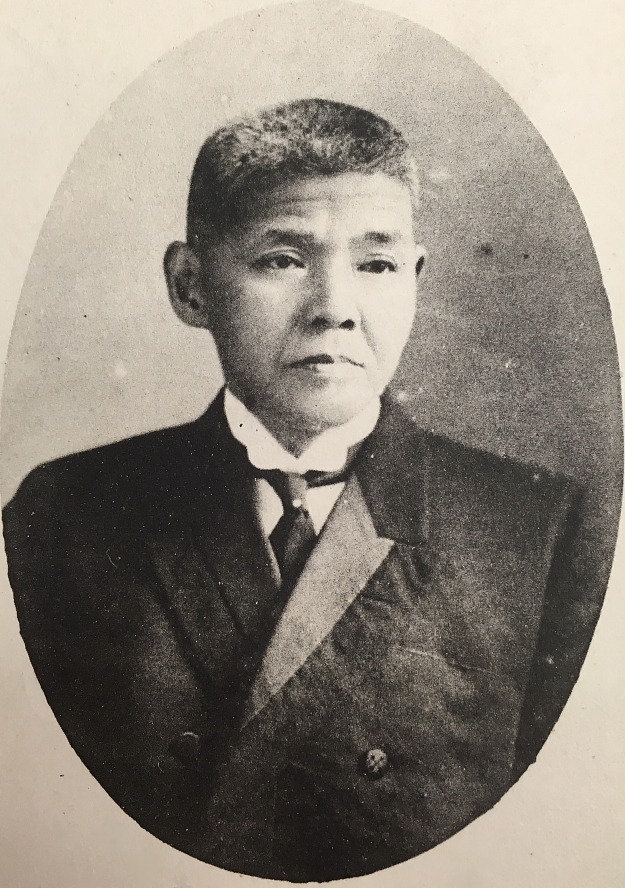
九州電灯鉄道社長伊丹弥太郎

博多電灯・福博電気軌道の合併決定後、両社の株価は会社の将来への期待から高騰したものの、反対に合併に参加しなかった九州電気の株価は急落した。株価下落をうけ、合併参加に反対していた九州電気の株主・役員も博多電灯軌道との合併に前向きになり、同社は1911年9月24日の臨時株主総会で博多電灯軌道との合併を承認した。
その一方、博多電灯軌道側の九州電気合併決議は半年後の1912年（明治45年）4月までずれ込んだ。今度は博多電灯軌道社内での路線対立が表面化したためである。電源拡充の必要性から合併を推進する松永・福澤のグループに対し、反対派の堀三太郎（相談役）や原庫次郎（取締役）のグループが博多電気軌道との合併をむしろ推進すべきと主張した。この博多電気軌道というのは1910年に福岡市内に路面電車を建設すべく設立された会社であるが、当時福岡市内とその郊外での電気供給を認可されており、博多電灯軌道にとって将来的に競合する可能性のあると見られていた。松永派と堀派の対立は株式の買い占めによる主導権争いにまで発展したが、最終的に松永派が主導権を確保し、九州電気との合併を方針化させることに成功。博多電灯軌道は4月25日の臨時株主総会にて九州電気の合併を承認した。
翌4月26日、博多電灯軌道・九州電気間に合併契約が締結された。合併に際しての存続会社は博多電灯軌道。同社は205万円（うち118万7500円払込）を増資して資本金を485万円とし、九州電気の株主に対して額面50円払込済株式1株につき同額株式0.8125株、25円払込株式1株につき同額株式0.75株を交付する、という合併条件であった。合併時の九州電気は資本金270万円であったが、配当率の関係により合併比率が切り下げられ、その差額は合併新会社の別途積立金に繰り入れて減価償却に充てられた。同年6月7日、博多電灯軌道と九州電気の合併は逓信省より認可が下りた。
そして1912年6月29日、博多電灯軌道と九州電気の合併が成立し、博多電灯軌道の社名変更により「九州電灯鉄道株式会社」が成立した。合併に際し佐賀県在住の株主が合併後の本社を佐賀市に置くよう求めたが、同日の株主総会で九州電灯鉄道の本社は引き続き福岡市に置くと決まり、佐賀市には旧九州電気区域を統括する佐賀支社が設置された（従来の大牟田支社は営業所降格）。総会では続いて役員選出をめぐって紛糾し、妥協の末に九州電気から佐賀の伊丹弥太郎が新社長に就任した。合併後の新体制は伊丹の下で常務取締役として山口恒太郎・松永安左エ門と九州電気常務の田中徳次郎の3名が経営実務を担うものとされた。なお1割以上の株式を握る筆頭株主で新社長候補であった福澤桃介は役員就任を辞退して相談役に留まった。
合併後の九州電灯鉄道は、旧博多電灯の火力発電所に旧九州電気の広滝発電所・川上川発電所という2つの水力発電所が加わって水力・火力併用の電源構成となった。その上未開発の水力を多く包蔵する川上川（嘉瀬川上流部）が支配下に入り、さらなる水力開発が可能となる。以後九州電灯鉄道は川上川第一・第二発電所をはじめ川上川を逐次開発することになる。

### 九州電灯鉄道の拡大路線
日露戦争後の企業ブーム以来全国的に小規模電気事業者が相次いで設立されていたが、これらはその後組織・資本を整えた大規模事業者に統合される傾向があった。九州電灯鉄道においても会社の基礎が確立すると周囲に散在する群小事業者を統合する方針を定め、1913年（大正2年）以後、福岡県・佐賀県内のみならず長崎県や九州を出て山口県へもその範囲を広げて統合を実施していった。

#### 1913・15年の統合
九州電灯鉄道がまず統合したのは、糸島電灯・七山水力電気・佐世保電気・大諌電灯・唐津軌道の計5社で、5社分まとめて1913年9月15日合併仮契約を締結、9月30日臨時総会での合併承認を経て、同年11月30日合併報告総会を開いて合併手続きを完了した。合併後の資本金は140万円増の625万円である。さらに1915年（大正4年）9月には津屋崎電灯・宗像電気の2社から事業を買収した。これらの会社はいずれも資本や電力需給の面で九州電灯鉄道と密接な関係にあった。
被統合7社の概要は以下の通り。
唐津軌道株式会社
1913年以後に統合された会社の中で唯一の非電気事業者。1911年4月20日付で佐賀県東松浦郡唐津町（現・唐津市）に資本金50万円にて設立され、唐津にあった馬車鉄道を譲り受けた。松永安左エ門が社長を務め、福澤桃介・大島小太郎らが取締役に名を連ねる。
糸島電灯株式会社
1912年2月25日付で福岡市に資本金10万円にて設立。松永安左エ門・田中徳次郎らも参加して起業された会社で、松永が社長を務める。同年10月1日付で開業し、福岡市の西方、糸島郡前原町（現・糸島市）などを供給区域とした。自社発電所は持たず九州電灯鉄道から受電して営業する。
七山水力電気株式会社
1912年2月27日付で唐津町に資本金40万円にて設立。1909・10年ごろの唐津では、大島小太郎らが発起した火力発電による唐津電気（1910年開業・広滝水力電気に吸収）に対抗し長谷川敬一郎らが水力発電による七山水力電気を発起したことで、町を二分する派閥争いが生じた。しかし後者は実際には資金の都合で長く会社設立に至らず、伊丹・田中・大島らが水利権を引き継いでようやく会社設立に漕ぎつけたのであった。社長は大島が務める。供給区域は唐津町とその周辺で、起業目的の玉島川水系七山川での水力発電は資金不足で実現せず九州電灯鉄道から受電し配電した。
佐世保電気株式会社
1912年10月17日付で長崎県佐世保市に資本金100万円にて設立。京都電気佐世保支店（旧・大阪電灯佐世保支店）の事業を譲り受ける受け皿として設立された会社で、社長に福澤桃介が就き、松永・田中・山口ら九州電灯鉄道関係者も取締役を務める。火力発電を電源としており合併時点で九州電灯鉄道との電力需給関係はない。
大諫電灯株式会社
1911年3月25日付で長崎県東彼杵郡大村町（現・大村市）に資本金10万円にて設立。地元の今村千代太が社長を務めており、九州電灯鉄道との人的関係はない。開業は翌1912年12月30日付で、大村町や北高来郡諫早町（現・諫早市）などを供給区域とする。電源は九州電灯鉄道が建設したガス力（内燃力）発電所を利用していた。
津屋崎電灯株式会社
1911年9月28日付で東京市芝区（現・港区）に資本金3万5000円にて設立。岡部則光らにより設立された会社であるが、1913年8月の役員改選で取締役は松永・田中の両名に交代している。この間の1913年4月本店を東京から福岡県宗像郡津屋崎町へと移転した。開業は1912年12月24日付で、供給区域は福岡市の北方にあたる宗像郡津屋崎町および福間町（現・福津市）。自社発電所の建設を資金不足のため断念して九州電灯鉄道からの受電によって営業した。
宗像電気株式会社
1912年4月24日付で福岡市に資本金10万円にて設立。才賀藤吉が社長を務める才賀系の会社であったが、1914年（大正3年）4月の役員改選で才賀らは退き松永・田中・山口が取締役に入った。開業は翌1915年5月9日付で、九州電灯鉄道からの受電によって宗像郡赤間町（現・宗像市）などに供給した。

#### 1916年の統合

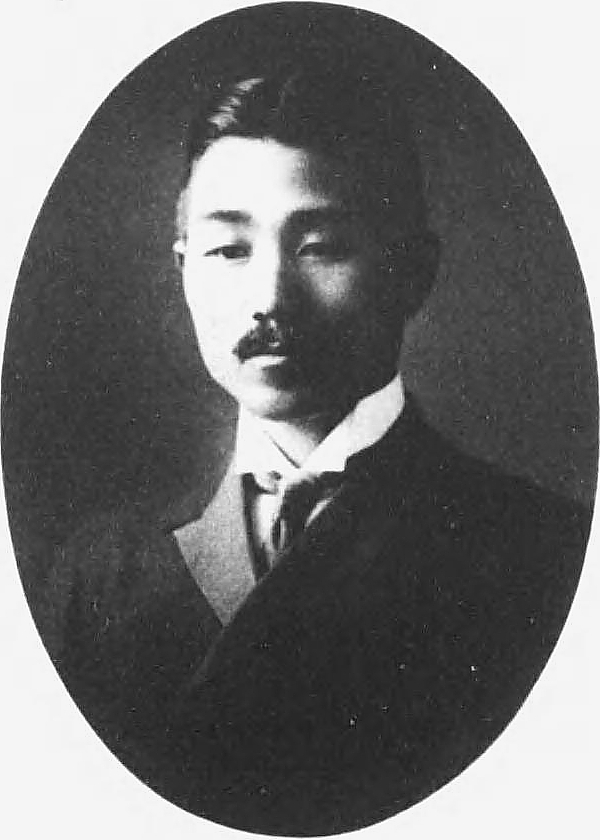
長崎電気瓦斯社長古賀春一

続いて1916年（大正5年）、久留米電灯・長崎電気瓦斯・馬関電灯の3社を合併した。合併手続きは1月15日合併仮契約締結、1月31日臨時総会における合併承認と進められ、5月4日合併報告総会が開かれて合併手続きが完了した。合併と同時に久留米・佐賀・長崎・佐世保・下関の5か所に支店が設置されている。3社合併による増資は263万6000円で合併後の資本金は888万6000円となるが、合併承認の総会にて同時に911万4000円の追加増資が決議されており、資本金は1800万円となっている。
被統合3社の概要は以下の通り。
久留米電灯株式会社
1905年（明治38年）2月22日付で福岡県久留米市に資本金5万円にて設立。久留米市での供給事業を目的に同地の有力商人らが起業した会社で、開業は1907年6月。前身の広滝水力電気時代から電力を供給しており、1911年には旧九州電気の役員が経営陣に加わってその傘下となっていた。合併時の資本金は15万円。
長崎電気瓦斯株式会社
1914年7月23日付で長崎県長崎市に資本金216万円にて設立。同地の電力会社長崎電灯とガス会社九州瓦斯の合併により設立された会社であり、電気事業者としては博多電灯よりも古い1893年（明治26年）の開業である。火力発電によって営業していたところ、九州電灯鉄道からの受電開始を契機に会社の合併へと進んだ。合併時の資本金は216万円。
馬関電灯株式会社
1896年6月18日付で山口県下関市に資本金6万円にて設立。下関の有力財界人によって起業された会社で、同年11月に火力発電を電源に開業した。
九州電灯鉄道とは人的関係があり、1911年に松永が役員に加わり、1914年からは松永の義兄竹岡陽一が専務を務める。下関は九州と海峡で隔てられた地域で当時としては送電連系は不可能であったが、単純に供給区域を拡大するために合併に踏み切った。松永によると、九州北部は九州水力電気や九州電気軌道がすでに地盤を固めていることからそれを超えて本州に向ったのだという。合併時の資本金は50万円。

#### 1918年以降の統合
1918年（大正7年）1月、九州電灯鉄道は長府電灯より事業を買収した。買収決議は前年12月25日の定時総会にて実施され、12万5000円の払込資本金額と同額での買収であった。次いで1919年（大正8年）10月18日の臨時総会にて彦島電気の合併を決議し、翌1920年（大正9年）3月13日報告総会にて合併手続きを完了した。彦島電気との合併により資本金は1862万5000円となっている。
被統合2社の概要は以下の通り。
長府電灯株式会社
1911年10月22日付で山口県豊浦郡長府町（現・下関市）に資本金5万円にて設立。藤永恒太郎が社長を務め、堀三太郎（九州電灯鉄道相談役）が大株主であった。開業は1914年3月で、供給区域は豊浦郡長府町ほか15村。当初は火力発電（長府発電所・出力40キロワット）を電源としたが1915年（大正4年）6月より馬関電灯（後に九州電灯鉄道）からの受電に切り替えていた。買収時の資本金は20万円。
彦島電気株式会社
1912年12月20日付で山口県豊浦郡彦島村（現・下関市）に資本金20万円にて設立。離島彦島での電気事業を目的に三井忠蔵を社長として発足し、1914年7月に開業した。長府電灯と同様に開業時の電源は火力発電（彦島発電所・出力50キロワット）であったが、1917年8月より九州電灯鉄道からの受電400キロワットへと切り替えた。合併時の資本金は50万円。

### 九州水力電気との対立

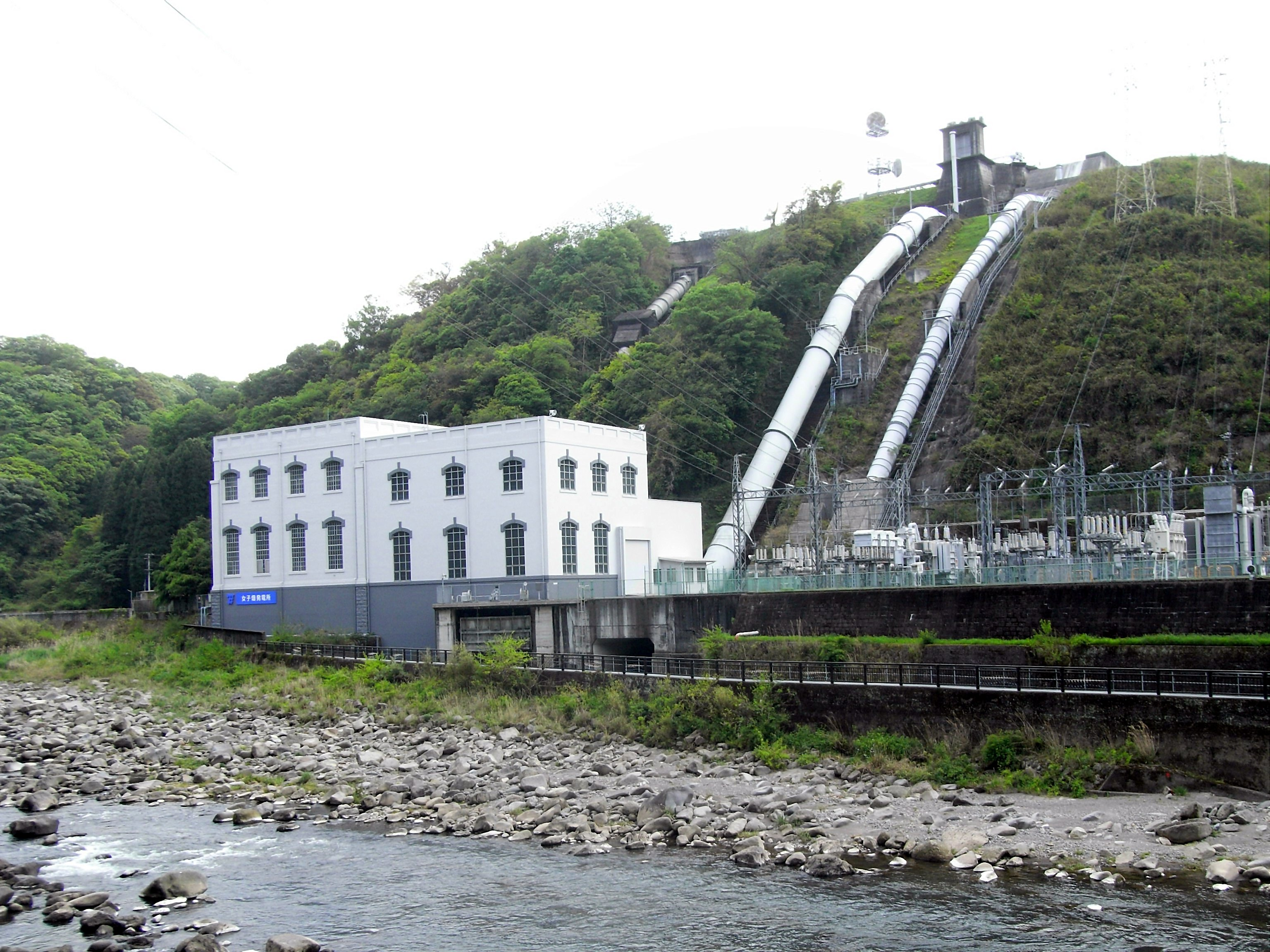
女子畑発電所

以上のように成立以来相次いで合併・買収を繰り返した九州電灯鉄道であったが、博多電灯軌道と九州電気が合併する際に問題となった、同じ福岡の路面電車事業者博多電気軌道の合併については失敗した。同社が九州水力電気と合併したためである。
博多電気軌道の合併については、九州電灯鉄道成立前の1912年4月から協議が行われていた。6月に合併条件で両社合意に達するが、博多電気軌道の株主が合併条件に不満を持っているのを察知した九州水力電気が介入し、より有利な合併条件を提示して博多電気軌道に合併を勧誘した。このことから7月17日に博多電気軌道は九州水力電気との合併を役員会で決定する。その後九州電灯鉄道側は麻生太吉の調停で巻き返しを図り19日には合併仮契約の締結に漕ぎつけるが、翌日に開かれた博多電気軌道の大株主会は九州水力電気との合併を支持。これを受けて21日の博多電気軌道役員会は九州電灯鉄道との仮契約締結を撤回し、改めて九州水力電気との合併を決定した。そして同年11月、博多電気軌道は九州水力電気に合併された。
博多電気軌道を合併した九州水力電気というのは、大規模水力開発と長距離送電技術を組み合わせ筑後川・山国川において水力開発をなすべく1911年に設立された電力会社である。1913年に当時九州最大の出力1万2000キロワットを擁する女子畑発電所（大分県）を完成させ、翌年より北九州方面への送電を開始した。その一方で九州水力電気は北九州に並ぶ九州北部における需要地である福岡市への進出を目論み開業に先立って博多電気軌道を合併、同社が保有していた福岡市とその周辺町村における電気供給権を継承した。こうして九州水力電気は九州電灯鉄道の地盤である福岡へと割り込む足がかりを得た。
九州水力電気の福岡地区に対する供給権は、既存の九州電灯鉄道の架空配電線による供給と混乱しないよう地下配電線によるようにとの条件付で逓信省より認可されていた。これを踏まえ1913年春より九州水力電気は地下線の工事に着手。九州電灯鉄道よりも安価な電気料金により短期間のうちに需要家を獲得し、6月末までに2万2千灯の供給申し込みを集めた。これに対抗して九州電灯鉄道側も料金を同水準に引き下げたものの、こうした両社の競争は市外在住の両社株主には好ましいものではなく、紛争を根絶してなおかつ重複投資を避け余剰電力が活用できて多大な利益があるなどとして両社の合併を推進する動きが生じた。そして11月には両社の間で合併に関する申し合わせが取り交わされるに至った。
合併に関する申し合わせにより、両社間の合意のない料金の値下げ・割引を禁止した上で、九州水力電気は地下配電線工事を停止する代わりに同工事施行済み地域（地下線区域）における九州電灯鉄道の供給権ならびに配電設備を電灯1灯につき10円で譲り受けることとなった。これに基づき九州水力電気は地下線工事を停止している。しかし合併交渉については、九州電灯鉄道の方が当時業績が優れていたことから合併条件をめぐって合意が成立せず、1916年（大正5年）冬になって決裂した。
結局その後も合併が実現することはなかったが、地下線区域に関する問題は残り、1919年（大正8年）3月になって九州水力電気が九州電灯鉄道に対して地下線区域の営業権譲渡を要求して裁判を起こした。この問題は東邦電力となった後まで続き、1923年（大正12年）に裁判が九州水力電気の勝訴で確定したのを受け、当時の逓信大臣犬養毅の裁定で翌年6月、申し合わせどおり九州水力電気が地下線区域の営業権を東邦電力から購入するもののそのまま東邦電力へと経営委託する、という条件で和解をみた。

### 東邦電力への発展

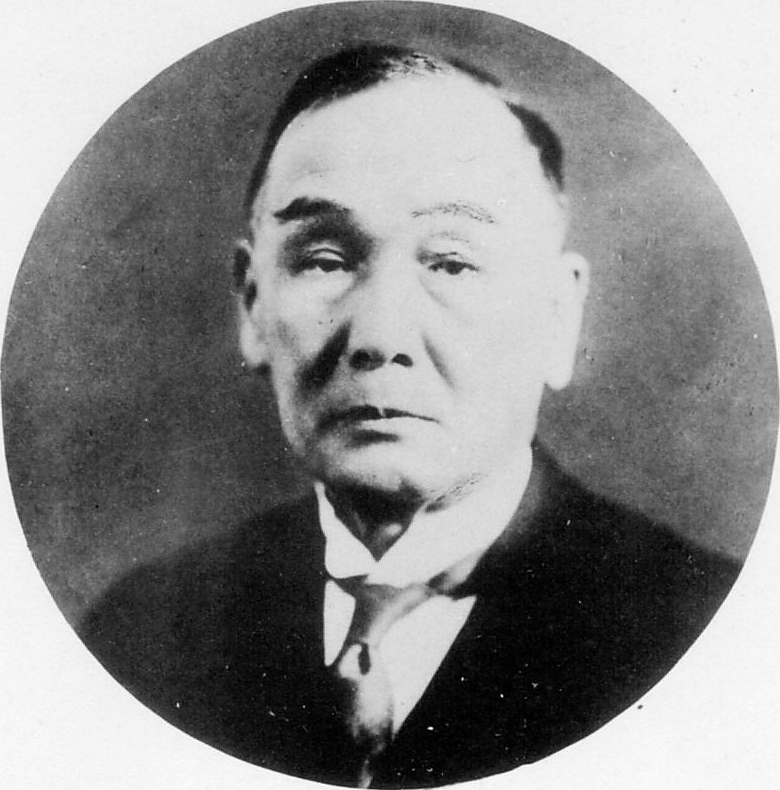
関西電気初代副社長下出民義

彦島電気合併直後の1920年3月30日開催の臨時総会にて、設備の拡張のため一挙に倍額以上の増資を行い資本金を5000万円とした。この後戦後恐慌が発生するが、需要増加のペースが鈍ることはなく、おおむね経営に影響はなかった。
1921年（大正10年）12月23日、九州電灯鉄道社長の伊丹弥太郎と同社常務の松永安左エ門は、それぞれ関西電気株式会社の社長と副社長に就任した。この関西電気という電力会社は、九州電灯鉄道相談役の福澤桃介が1914年以来社長を務めていた愛知県の電力会社名古屋電灯と、奈良県の電力会社関西水力電気が1921年10月に合併し成立したものである。成立当時資本金は6914万9650円で、本社は愛知県名古屋市にあり、名古屋電灯時代から伊丹・松永と交代するまで福澤が社長、下出民義が副社長であった。
名古屋電灯（関西電気）は福澤の本拠のようになっていたが、伊丹・松永と交代して経営からほぼ退いた。松永は後年の回想で、福澤は名古屋の政財界との折り合いが悪く、その上事業では需要急増に伴う供給力不足で停電が頻発して市民の不満を買っているような状況で行き詰っており、名古屋電灯と関西水力電気を合併しても打開できるよう状況ではないことから松永が「ピンチヒッター」として関西電気に移ったと書いている。福澤は以後、名古屋電灯から派生した大同電力の経営に専念した。
関西電気の社長・副社長に伊丹と松永が就任した時点で関西電気と九州電灯鉄道の合併は内定しており、1921年12月25日、両社の間で合併仮契約が交わされた。松永によると両社の合併は関西電気の窮状打開策であったという。合併について九州電灯鉄道の一部株主からは、合併の動機が松永の私情に基づくものであり、また九州水力電気などとの合併による九州の電気事業統一という目標の放棄である、との批判が出たが、松永は九州の電気事業統一は直ちに実現するようなものではなく、中央の株式市場で募集できる関西電気と合併するならば地方的企業から脱皮でき資金調達の面で有利である、と反論し合併を主張した。翌1922年（大正11年）1月12日、両社の株主総会で合併が承認された。合併条件は、存続会社を関西電気として資本金を5000万円増資し、解散する九州電灯鉄道の株主に対して同社株式1株につき関西電気株式1株を交付するというものであった。
1922年5月31日、逓信省より関西電気・九州電灯鉄道の合併認可が下りる。同年6月26日、関西電気にて合併報告総会が開催されて合併手続きが完了し、同日をもって九州電灯鉄道は解散した（7月5日解散登記）。この合併によって、関西区域とそこから地理的に大きく隔てられた九州区域を加えた、計12府県を供給区域とする巨大で特異な電力会社が成立。合併同日の株主総会をもって関西電気は東邦電力株式会社に社名を変更し、あわせて本社を東京へ移転している。九州電灯鉄道は解散したものの、この新会社・東邦電力の首脳陣は引き続き伊丹が社長、松永が副社長を務め、専務に田中徳次郎が加わるなど、旧九州電灯鉄道の経営陣が主体であった。以後、東邦電力は1942年（昭和17年）に解散するまで、業界大手「五大電力」の一角として活動することになる。

### 業績推移表
会社設立時（1896年）から関西電気（東邦電力）成立直前の1921年までの期別業績の推移は以下の通りである。決算期は毎年5月（上期）・11月（下期）の2回。なお支出には減価償却金を含まない。
| 年度   | 公称資本金 | 払込資本金 | 収入    | 支出    | 利益金 | 配当率 | 備考                 |
| ------ | ---------- | ---------- | ------- | ------- | ------ | ------ | -------------------- |
| 1896   | 50         | 48         | -       | -       | -      | -      |                      |
| 1897上 | 50         | 50         | 63円    | 761円   | △697円 | -      |                      |
| 1897下 | 50         | 50         | 3,453円 | 3,591円 | △138円 | -      |                      |
| 1898上 | 50         | 50         | 12.5    | 10.1    | 2.3    | 6%     |                      |
| 1898下 | 100        | 50         | 13.2    | 11.2    | 1.9    | 6%     |                      |
| 1899上 | 100        | 61         | 14.1    | 9.8     | 4.3    | 12%    |                      |
| 1899下 | 100        | 74         | 17.4    | 10.7    | 6.7    | 12%    |                      |
| 1900上 | 100        | 100        | 19.8    | 10.5    | 9.2    | 15%    |                      |
| 1900下 | 100        | 100        | 20.7    | 11.2    | 9.4    | 15%    |                      |
| 1901上 | 100        | 100        | 25.0    | 14.2    | 13.9   | 12%    |                      |
| 1901下 | 100        | 100        | 26.7    | 15.6    | 11.0   | 13%    |                      |
| 1902上 | 100        | 100        | 28.0    | 15.3    | 12.7   | 20%    |                      |
| 1902下 | 150        | 117        | 29.4    | 15.2    | 14.1   | 17%    |                      |
| 1903上 | 150        | 133        | 29.9    | 14.9    | 14.9   | 16%    |                      |
| 1903下 | 150        | 140        | 31.4    | 15.8    | 15.5   | 16%    |                      |
| 1904上 | 150        | 150        | 30.9    | 15.6    | 15.2   | 15%    |                      |
| 1904下 | 150        | 150        | 32.1    | 15.3    | 16.8   | 15%    |                      |
| 1905上 | 150        | 150        | 34.9    | 17.4    | 17.5   | 15%    |                      |
| 1905下 | 150        | 150        | 38.3    | 25.5    | 12.8   | 14%    |                      |
| 1906上 | 150        | 150        | 36.5    | 27.9    | 8.6    | 8%     |                      |
| 1906下 | 150        | 150        | 42.5    | 28.7    | 13.8   | 12%    |                      |
| 1907上 | 150        | 150        | 46.1    | 29.0    | 17.1   | 20%    |                      |
| 1907下 | 350        | 200        | 41.0    | 29.2    | 11.7   | 12%    |                      |
| 1908上 | 350        | 268        | 51.0    | 31.9    | 19.0   | 12%    |                      |
| 1908下 | 400        | 327        | 54.6    | 33.1    | 24.1   | 12%    |                      |
| 1909上 | 800        | 453        | 77.8    | 40.7    | 37.1   | 12%    |                      |
| 1909下 | 800        | 500        | 101.9   | 51.0    | 50.8   | 12%    |                      |
| 1910上 | 800        | 606        | 142.1   | 66.2    | 75.9   | 12%    |                      |
| 1910下 | 800        | 700        | 137.8   | 64.7    | 73.0   | 12%    |                      |
| 1911上 | 1,600      | 828        | 161.6   | 72.9    | 88.7   | 12%    |                      |
| 1911下 | 2,800      | 2,100      | 275     | 135     | 140    | 12%    |                      |
| 1912上 | 4,850      | 3,287      | 452     | 249     | 202    | 12%    |                      |
| 1912下 | 4,850      | 3,287      | 397     | 210     | 187    | 12%    |                      |
| 1913上 | 4,850      | 3,287      | 507     | 267     | 239    | 12%    |                      |
| 1913下 | 6,250      | 3,987      | 674     | 379     | 294    | 12%    |                      |
| 1914上 | 6,250      | 6,228      | 728     | 415     | 312    | 12%    |                      |
| 1914下 | 6,250      | 6,250      | 813     | 402     | 410    | 12%    |                      |
| 1915上 | 6,250      | 6,250      | 876     | 434     | 441    | 12%    |                      |
| 1915下 | 6,250      | 6,250      | 918     | 442     | 476    | 12%    |                      |
| 1916上 | 8,886      | 8,886      | 1,528   | 823     | 704    | 12%    |                      |
| 1916下 | 18,000     | 11,164     | 1,694   | 768     | 925    | 12%    | 減価償却金計上10万円 |
| 1917上 | 18,000     | 11,164     | 1,797   | 876     | 921    | 12%    | 減価償却金計上15万円 |
| 1917下 | 18,000     | 11,164     | 1,945   | 991     | 954    | 12%    | 減価償却金計上15万円 |
| 1918上 | 18,000     | 11,164     | 2,260   | 1,297   | 962    | 12%    | 減価償却金計上15万円 |
| 1918下 | 18,000     | 12,075     | 2,512   | 1,475   | 1,037  | 12%    | 減価償却金計上20万円 |
| 1919上 | 18,000     | 12,075     | 2,268   | 1,176   | 1,091  | 12%    | 減価償却金計上20万円 |
| 1919下 | 18,000     | 13,443     | 3,202   | 2,242   | 960    | 11%    | 減価償却金計上20万円 |
| 1920上 | 18,625     | 18,607     | 3,933   | 2,755   | 1,178  | 16%    | 減価償却金計上20万円 |
| 1920下 | 50,000     | 26,468     | 4,518   | 2,854   | 1,663  | 12%    | 減価償却金計上20万円 |
| 1921上 | 50,000     | 26,468     | 4,960   | 2,870   | 2,090  | 12%    | 減価償却金計上20万円 |
| 1921下 | 50,000     | 26,468     | 5,146   | 2,875   | 2,270  | 12%    | 減価償却金計上20万円 |

## 供給の推移
以下、沿革のうち供給の推移について詳述する。

### 創業期
1897年（明治30年）11月1日に博多電灯が開業した当初、供給する電気は電灯用のみで、開業時の電灯数は1811灯であった。開業前の見積もりでは電灯需要は1000灯で、60キロワットの発電機1台で賄える計算であったが、実際にはこのように想定より需要が多く、電源である東中洲発電所は発電機2台体制（出力120キロワット）でのスタートとなった。開業当日には東中洲の本社に福岡県知事以下官民数百名を招待し、電灯に関する知識普及の一助とすべく開業披露宴を挙行している。当初は設備の不備から停電が相次いだものの、電灯は市民に歓迎され、増やした供給力をさらに上回る供給申し込みがあったという。
開業時の電灯料金は普及促進を目的に安価に設定されていた。しかし燃料石炭価格や賃金の高騰などで収支があわないため1898年4月に第1次値上げを断行し、各20銭値上げた。この段階での電灯種別は「半夜灯」「三時灯」「終夜灯」「終夜軒灯」の4種、燭光種別は10燭・16燭・25燭・32燭・弧光灯1200燭の5種で、これらを組み合わせた18通り（弧光灯三時灯・終夜軒灯の設定なし）の料金が設定されていた。料金は10燭終夜灯で85銭、16燭終夜灯で1円10銭。値上げに対する反発はほとんどなく、その後も点灯申し込みが相次いだ。翌1899年（明治32年）6月にも第2次の値上げを実施し、月額15銭ずつ引き上げた。
しかし相次ぐ値上げにもかかわらず、1899年12月に1回目の発電所増設（出力240キロワットに）が完成し供給余力が生ずると供給数は大幅に伸長した。特に1902年（明治35年）は「菅公一千年祭」の開催時に臨時灯250灯余りを点灯し、祭典後も引き続き需要が増加したことから全発電機を常に運転する状態となった。このため博多電灯では同年7月に2度目の発電所増設（出力360キロワットへ）を決定している。1904年（明治37年）に日露戦争が勃発すると石炭が高騰したため、7月に第3回値上げを実施した。この段階での電灯種別は「半夜灯」「三時灯」「終夜灯」「終夜街灯」の4種、燭光種別は10燭・16燭・25燭・32燭・50燭・100燭・弧光灯1200燭の7種があり、月額料金は10燭終夜灯で1円40銭、16燭終夜灯で1円75銭に設定された。
戦後の1907年（明治30年）に発生した反動恐慌の影響が経営に及ぶと、対策として需要家の希望に沿い低料金の低燭光灯（5燭灯）の供給を始めた。低燭光灯の供給は、前年より始めていた断線した電球の無料交換とともに好評であり、恐慌の影響の軽減に繋がった。開業10周年を迎えた1907年に電灯数は9000灯を超え、供給力の限界に達して供給の申し込みを謝絶せざるを得ない状態となった。

### 拡大期
1908年（明治41年）9月、増設の余地がなくなった東中洲発電所に代わる発電所として出力500キロワットの住吉発電所が完成した。新発電所建設に伴う一応の供給力不足解消で供給は伸長し、まもなく電灯数が1万灯を突破する。さらに新発電所建設を期に開業時から手掛ける電灯供給に加えて同年10月より動力用電力の供給も開始した。こうして利用が始まった電動機は、当初精米その他にごくわずかな需要があるだけであったが、簡便で経済的という利点が周知されると工場の蒸気機関や石油発動機を電動機に置き換えるなどの動きが広がって徐々に利用が増加していった。また動力用配電線を応用して夏季の電気扇風機利用を認めると、申込の謝絶を余儀なくされるほどの需要が生じた。
新発電所建設後も続く需要増加に対応すべく住吉発電所2号機増設が1910年（明治43年）3月に実施され、供給力は1500キロワットとなった。増設を期に、同年7月、九州の他の火力発電事業者と比べて高価になっていた電気料金を引き下げた。この第1回値下げにより月額の電灯料金は10燭終夜灯で1円20銭、16燭終夜灯で1円60銭などとなった。同時に使用量によって料金が変動する従量灯の制度も設定されている。
1910年には発電力増強ではなく電球の改良により消費電力を減らすことで供給余力を増やすという手法も採用された。すなわちタングステン電球の利用開始である。この電球は発光部分（フィラメント）にタングステン線を用いる電球であり、フィラメントに炭素線を用いる従来の炭素線電球に比べて消費電力が約3分の1で済みなおかつ長寿命であるという特徴を持つ。福岡市では1906年2月に博多瓦斯が都市ガス供給を開始しガス灯の利用が進みつつあったが、タングステン電球の出現は電灯の競争力を向上させ、ガス灯から電灯への転換を促す契機の一つとなった。翌1911年（明治44年）6月には福博電気軌道との合併決定に伴う第2次料金値下げを実施し、月額電灯料金を10燭灯で80銭、16燭灯で1円10銭などとしている。値下げにより一旦減収となるが、需要増加の引き金となり長期的には増収につながった。
1909年（明治42年）2月27日、福岡地区での事業に加え福岡県南部の大牟田地区においても電気事業を開業した。電源は専用に新設した大牟田発電所（出力120キロワット）である。大牟田地区の事業は三池港開港に伴う同地の発展とともに伸長し、1910年下期末には電灯数3190灯を数えた。なお同地にある三井三池炭鉱は博多電灯開業よりも前の1894年12月から自家発電を開始して電灯や電動機の電源に充てており、この段階では電力会社との需給関係はなかった。
博多電灯時代末期の1911年上期末時点における供給成績は、電灯数は福岡地区3万38灯・大牟田地区3751灯の計3万3789灯、動力用電力供給413.5馬力（308キロワット）であった。

### 九州電灯鉄道時代
1912年（明治45年）6月、前年に博多電灯・福博電気軌道合併により成立した博多電灯軌道と佐賀県の九州電気が合併し、九州電灯鉄道が発足した。この合併による供給区域の拡大に加え、合併直後に住吉発電所の2000キロワット増設工事が竣工して福岡市内を中心に電灯・電力供給が大幅増となったことで、会社の供給成績は一挙に拡大。1912年下期末時点では、電灯数は合併前の2倍超の10万1千灯、電力供給は5倍の約2000馬力となった。この間の1912年10月、供給力が豊富となったことを受けて福岡地方の電灯料金の第3次値下げを実施し、同時に電灯工事の無料化を行ったため、需要はさらなる増加に向った。
1912年10月の電気料金改定により福岡地区の電灯料金は10燭定額内灯で月70銭、16燭定額内灯で月1円などとなった。翌1913年（大正2年）春より九州水力電気が低料金をもって福岡市内で地下配電線工事に着手すると、九州電灯鉄道でも対抗上値下げを余儀なくされ、福岡地区の電灯料金について同年6月再度改定した。この段階での電灯種別は定額の内灯・外灯・臨時灯と従量灯、燭光種別は5燭・10燭・16燭・25燭・32燭・50燭・100燭・弧光灯1200燭からなり、料金は10燭定額内灯で月50銭、16燭定額内灯で75銭などと設定された。この料金は旧九州電気区域よりも低廉であった。
1914年（大正3年）に始まった第一次世界大戦の期間中の電灯・電力需要は旺盛で、周辺事業者の合併による供給区域拡大とあわせて供給を拡大させる要因となり、九州電灯鉄道の供給実績は翌1915年（大正4年）には電灯数が20万灯、電力供給馬力数が5千馬力を超えるに至った。供給力不足を補うため1914年5月には電車部門の人員も動員して福岡市内とその近郊の各戸を回り炭素線電球を一斉にタングステン電球へ取り替えるという思い切った措置を講じている。長崎電気瓦斯・久留米電灯・馬関電灯の3社を合併した1916年（大正5年）には電灯数が36万灯となるとともに電力供給が1万1千馬力に達する。翌1917年（大正6年）6月、合併によって拡大した供給区域内の料金を統一すべく全社的な料金値下げが実施された。16燭定額内灯を例にとると、福岡市内と久留米・佐賀・長崎・下関各市内そろって月70銭となっている。
戦中の後期から戦後にかけても需要の増加は続き、1921年（大正10年）下期の供給実績は電灯数が1916年の2倍近い70万灯、電力供給に至っては3倍近い3万3千馬力へと拡大した。特に電力供給は1920年（大正9年）12月に大幅値上げされていたにもかかわらず供給がそれ以降に1万馬力増加するという盛況であった。このときの料金値上げは賃金・物価の上昇に伴うもので、電灯料金については福岡・久留米・佐賀・長崎・下関各市内の場合、10燭・16燭定額内灯を例にとるといずれも10銭ずつの値上げとなり、それぞれ月60銭・80銭とされた。なおこの時期の大口電力需要家として、福岡炭田（福岡県）・唐津炭田（佐賀県）の中小炭鉱や、長崎所在の三菱造船長崎造船所・長崎紡績、長崎の路面電車会社長崎電気軌道などが挙げられる。

### 供給実績推移表
1897年の開業から1921年までの電灯供給実績（アーク灯の数値を除く）および電力供給実績の推移は以下の通り。決算期は毎年5月（上期）・11月（下期）の2回で、供給実績の数値は各期末、収入の金額は各期中のものである。
| 年度   | 電灯供給 | 電灯供給 | 電力供給 馬力数 | 料金収入（単位：千円） | 料金収入（単位：千円） | 備考               |
| 年度   | 需要家数 | 電灯数   | 電力供給 馬力数 | 電灯料                 | 電力料                 | 備考               |
| ------ | -------- | -------- | --------------- | ---------------------- | ---------------------- | ------------------ |
| 1897下 | -        | 1,749    | -               | 2                      | -                      | 開業初年度         |
| 1898上 | 411      | 2,024    | -               | 11                     | -                      |                    |
| 1898下 | 409      | 1,918    | -               | 12                     | -                      |                    |
| 1899上 | 419      | 1,924    | -               | 13                     | -                      |                    |
| 1899下 | 465      | 2,071    | -               | 16                     | -                      |                    |
| 1900上 | 444      | 2,118    | -               | 17                     | -                      |                    |
| 1900下 | 634      | 2,773    | -               | 18                     | -                      |                    |
| 1901上 | 762      | 3,167    | -               | 24                     | -                      |                    |
| 1901下 | 800      | 3,213    | -               | 25                     | -                      |                    |
| 1902上 | 863      | 3,523    | -               | 26                     | -                      |                    |
| 1902下 | 895      | 3,708    | -               | 27                     | -                      |                    |
| 1903上 | 923      | 3,957    | -               | 28                     | -                      |                    |
| 1903下 | 1,004    | 4,028    | -               | 30                     | -                      |                    |
| 1904上 | 1,034    | 4,194    | -               | 30                     | -                      |                    |
| 1904下 | 1,089    | 4,963    | -               | 33                     | -                      |                    |
| 1905上 | 1,186    | 6,010    | -               | 33                     | -                      |                    |
| 1905下 | 1,341    | 6,647    | -               | 37                     | -                      |                    |
| 1906上 | 1,491    | 6,669    | -               | 34                     | -                      |                    |
| 1906下 | 2,172    | 8,293    | -               | 39                     | -                      |                    |
| 1907上 | 2,340    | 8,990    | -               | 44                     | -                      |                    |
| 1907下 | 2,376    | 9,152    | -               | 38                     | -                      |                    |
| 1908上 | 2,413    | 9,523    | -               | 48                     | -                      |                    |
| 1908下 | 2,477    | 10,372   | 44              | 50                     | 0.3                    | 電力供給開始       |
| 1909上 | 5,568    | 12,853   | 168             | 64                     | 5                      | 大牟田支社設置     |
| 1909下 | 4,692    | 15,937   | 231             | 81                     | 9                      |                    |
| 1910上 | 5,899    | 20,102   | 306             | 116                    | 12                     |                    |
| 1910下 | 7,916    | 24,297   | 372             | 107                    | 14                     |                    |
| 1911上 | 11,127   | 30,038   | 415             | 129                    | 15                     |                    |
| 1911下 | 13,641   | 36,783   | 378             | 165                    | 左に含む               |                    |
| 1912上 | 30,439   | 89,708   | 1,842           | 287                    | 26                     | 九州電気を合併     |
| 1912下 | 34,798   | 101,185  | 1,980.5         | 250                    | 25                     |                    |
| 1913上 | 41,280   | 113,054  | 2,265           | 328                    | 34                     |                    |
| 1913下 | 62,070   | 158,037  | 2,543.5         | 427                    | 39                     | 七山水力電気等合併 |
| 1914上 | 72,589   | 179,801  | 3,590.5         | 480                    | 42                     |                    |
| 1914下 | 77,925   | 184,903  | 4,242           | 522                    | 56                     |                    |
| 1915上 | 84,045   | 198,494  | 5,037.5         | 578                    | 78                     |                    |
| 1915下 | 88,748   | 209,754  | 5,412.5         | 610                    | 92                     | 津屋崎電灯等合併   |
| 1916上 | 141,332  | 337,794  | 7,946           | 1,050                  | 185                    | 長崎電気瓦斯等合併 |
| 1916下 | 151,221  | 361,699  | 11,790.5        | 1,052                  | 223                    |                    |
| 1917上 | 156,960  | 378,417  | 11,601.5        | 1,137                  | 293                    |                    |
| 1917下 | 168,398  | 403,087  | 11,460          | 1,180                  | 346                    | 長府電灯買収       |
| 1918上 | 183,601  | 439,785  | 16,919          | 1,362                  | 437                    |                    |
| 1918下 | 194,400  | 469,161  | 16,568.5        | 1,430                  | 586                    |                    |
| 1919上 | 207,122  | 509,450  | 18,839          | 1,621                  | 717                    |                    |
| 1919下 | 212,822  | 530,158  | 19,649.5        | 1,736                  | 842                    |                    |
| 1920上 | 224,996  | 569,707  | 20,450          | 2,187                  | 1,027                  | 彦島電気合併       |
| 1920下 | 234,457  | 606,512  | 22,432.5        | 2,380                  | 1,257                  |                    |
| 1921上 | 248,040  | 650,797  | 28,403          | 2,616                  | 1,432                  |                    |
| 1921下 | 265,041  | 702,013  | 33,756          | 2,769                  | 1,607                  |                    |

### 供給区域一覧：1911年時点
1911年（明治44年）末時点における博多電灯軌道の供給区域は以下のとおり。
- 福岡県
  - 福岡市
  - 筑紫郡住吉町・千代村・堅粕村・豊平村・警固村（現・福岡市）
  - 糟屋郡箱崎町（同上）
  - 早良郡西新町・鳥飼村（同上）
  - 三池郡大牟田町・三川村・駛馬村・三池町（現・大牟田市）

### 供給区域一覧：1921年時点
1921年（大正10年）11月末時点における九州電灯鉄道の供給区域は以下のとおり。
| 福岡県               | 福岡県 |
| -------------------- | --- |
| 市部                 | 福岡市、久留米市、大牟田市 |
| 筑紫郡 （3町2村）    | 住吉町・堅粕町・千代町・八幡村・席田村（現・福岡市） |
| 糟屋郡 （1町16村）   | 箱崎町・多々良村・香椎村・和白村・志賀島村（現・福岡市）、 新宮村・立花村（現・新宮町）、 席内村・小野村・青柳村（現・古賀市）、 山田村・久原村（現・久山町）、 勢門村・篠栗村（現・篠栗町）、 大川村・仲原村（現・粕屋町）、 志免村（現・志免町） |
| 宗像郡 （4町8村）    | 福間町・上西郷村・神興村・津屋崎町・勝浦村（現・福津市）、 東郷村・赤間町・河東村・吉武村・田島村・神湊町・池野村（現・宗像市） |
| 遠賀郡 （1村）       | 岡垣村（現・岡垣町） |
| 早良郡 （1町8村）    | 西新町・樋井川村・原村・田隈村・入部村・脇山村・内野村・金武村・壱岐村（現・福岡市） |
| 糸島郡 （1町18村）   | 郡内全町村（現・福岡市・糸島市） |
| 三井郡 （1町4村）    | 国分村・合川村・節原村・御井町・高良内村（現・久留米市） |
| 三潴郡 （2町12村）   | 荒木村・安武村・大善寺村・三潴村・城島町・青木村（現・久留米市）、 大川町・三叉村・田口村・川口村・大野島村（現・大川市）、 蒲池村・浜武村・久間田村（現・柳川市）                                                                                 |
| 山門郡 （1町6村）    | 柳河町・城内村・沖端村・東宮永村・西宮永村・三橋村・大和村（現・柳川市） |
| 三池郡 （1町7村）    | 江浦村・開村・二川村（現・みやま市）、 銀水村・三池町・三川村・駛馬村・玉川村（現・大牟田市） |
| 佐賀県               | |
| 市部                 | 佐賀市 |
| 佐賀郡 （22村）      | 久保泉村以外の全町村（現・佐賀市） |
| 神埼郡 （1町8村）    | 蓮池村（現・佐賀市）、 境野村・城田村・千歳村・神埼町・西郷村・仁比山村・脊振村（現・神埼市）、 三田川村（現・吉野ヶ里町） |
| 三養基郡 （1町8村）  | 上峰村（現・上峰町）、 三川村・中原村・北茂安村（現・みやき町）、 旭村・鳥栖町・基里村・田代村（現・鳥栖市）、 基山村（現・基山町） |
| 小城郡 （2町11村）   | 芦刈村・牛津町・砥川村・三日月村・小城町・岩松村・晴田村・三里村（現・小城市）、 東多久村・多久村・西多久村・北多久村（現・多久市）、 南山村（現・佐賀市）                                                                                         |
| 東松浦郡 （2町13村） | 唐津町・満島村・鏡村・久里村・鬼塚村・唐津村・佐志村・湊村・浜崎村・玉島村・厳木村・相知村・北波多村・呼子町・名古屋村（現・唐津市） |
| 西松浦郡 （2町10村） | 伊万里町・牧島村・大坪村・松浦村・二里村・東山代村・西山代村・波多津村（現・伊万里市）、 有田町、有田村・大山村・曲川村（現・有田町） |
| 杵島郡 （1町2村）    | 武雄町・中通村・若木村（現・武雄市） |
| 藤津郡 （3町5村）    | 鹿島町・鹿島村・浜町・古枝村・能古見村（現・鹿島市）、 五町田村・塩田町・久間村（現・嬉野市） |
| 長崎県               | |
| 市部                 | 長崎市、佐世保市 |
| 西彼杵郡 （1町11村） | 小ヶ倉村・土井首村・深堀村・茂木町・日見村・矢上村・西浦上村・小榊村・福田村・式見村（現・長崎市）、 長与村（現・長与町）、時津村（現・時津町） |
| 北高来郡 （1町7村）  | 諫早町・諫早村・北諫早村・小栗村・有喜村・江ノ浦村・田結村（現・諫早市）、 戸石村（現・長崎市） |
| 東彼杵郡 （1町11村） | 大村町・大村・西大村・竹松村・福重村・松原村（現・大村市）、 佐世村・日宇村・早岐村・折尾瀬村・広田村・宮村（現・佐世保市） |
| 北松浦郡 （1町13村） | 山口村・中里村・皆瀬村・大野村・柚木村・世知原村・吉井村・江迎村・小佐々村（現・佐世保市）、 佐々村（現・佐々町）、今福村・調川村・志佐町・福島村（現・松浦市）                                                                                    |
| 熊本県               | |
| 玉名郡 （2町2村）    | 南関町、荒尾町・有明村・平井村（現・荒尾市） |
| 山口県               | |
| 市部                 | 下関市 |
| 豊浦郡 （2町22村）   | 彦島町・川中村・安岡村・豊西上村・勝山村・長府町・玉司村・清末村・小月村・豊東村・岡枝村・楢崎村・豊田下村・西市村・豊西村・黒井村・川棚村・小串村・宇賀村・神玉村・神田村・阿川村・粟野村・滝部村（現・下関市）                                   |
| 厚狭郡 （2村）       | 王喜村・吉田村（現・下関市） |

1921年11月末時点で電灯数が最も多い都市は長崎市（104,967灯）で、以下福岡市（81,073灯）、下関市（58,532灯）、佐世保市（41,789灯）、久留米市（33,193灯）、大牟田市（27,490灯）、佐賀市（25,544灯）と続く。一方電動機馬力数は福岡市が1,147馬力と最多で、以下長崎市（712馬力）、下関市（659馬力）、久留米市（560馬力）、佐賀市（398馬力）、佐世保市（382馬力）、大牟田市（318馬力）の順である。
これらの九州地方および下関地区の地域は、1922年の東邦電力成立後は同社「九州区域」とされ、管内には福岡・久留米・大牟田・佐賀・佐世保・長崎・下関の7支店が設置された。このうち下関支店管内の事業は1933年（昭和8年）に県営電気事業を営む山口県へと譲渡されたが、他は東邦電力に残り、1937年（昭和12年）にかけて周辺事業者の合併に伴って供給区域を広げた。九州6支店管内の供給区域はその後、太平洋戦争中の配電統制令によって九州配電へと移行するものとされ、1942年（昭和17年）に同社へと設備が出資された。戦後1951年（昭和26年）になって、この九州配電を引き継いで九州電力が成立している。

## 電源の推移
以下、沿革のうち電源の推移について詳述する。

### 東中洲発電所
博多電灯最初の発電所は東中洲発電所といい、1897年（明治30年）11月の開業にあわせて福岡市東中洲に設置された。上記供給の推移で記述したようにその後2度の増設が行われており、発電所出力は当初の120キロワットから240キロワット、360キロワットと推移している。
当初設置された発電機は芝浦製作所（現・東芝）製で、出力60キロワットの単相交流発電機（電圧2,000ボルト、周波数100ヘルツ）であった。これらの開業時に用意された国産機器は故障が多かったため、増設に際してはアメリカからの輸入機器が設置されており、1899年（明治32年）12月増設の3号機および1902年（明治35年）7月増設の4号機はウェスティングハウス・エレクトリック製の120キロワット単相交流発電機1台（電圧2,200ボルト、周波数133ヘルツ）であった。
東中洲発電所は下記住吉発電所の2号機増設竣工（1910年3月）によって予備設備とされ、後に廃止された。

### 住吉発電所
東中洲発電所は2度にわたる増設でそれ以上の拡張の余地がなくなったため、博多電灯では当時福岡市の郊外であった筑紫郡住吉村での新発電所建設を決定し、1908年（明治41年）9月に住吉発電所を新設した。発電所の主要設備は以下の通り。
- ボイラー : 計8台
- 原動機 ：
  - 750馬力カーチス式蒸気タービン1台（米国ゼネラル・エレクトリック製）
  - 1,500馬力カーチス式蒸気タービン1台（英国ブリティッシュ・トムソン・ハウストン製）
  - 3,000馬力カーチス式蒸気タービン1台（同上）
- 発電機 ：
  - 500キロボルトアンペア三相交流発電機1台（米国ゼネラル・エレクトリック製、電圧2,300ボルト・周波数60ヘルツ）
  - 1,000キロボルトアンペア三相交流発電機1台（英国ブリティッシュ・トムソン・ハウストン製、電圧2,300ボルト・周波数60ヘルツ）
  - 2,000キロボルトアンペア三相交流発電機1台（同上）
- 発電所出力 ： 3,500キロワット

このうち新設当初に設置されていたのは米国ゼネラル・エレクトリック (GE) 製機器各1台のみで、発電所出力は500キロワットであった。需要の増加に伴って1910年（明治43年）3月に2号機が増設されて出力は1,500キロワットとなり、九州電灯鉄道成立直後の1912年（明治45年）6月に3号機も完成して出力は2,000キロワット増の3,500キロワットとなった。さらに1916年（大正5年）7月には発電機出力の変更で認可出力が4,000キロワットとなっている。
住吉発電所は東邦電力時代の1938年（昭和13年）12月に廃止許可があり、現存しない。

### 大牟田発電所
東中洲発電所・住吉発電所を置いた福岡地区とは別に、博多電灯は大牟田市内に大牟田発電所を新設して1909年（明治42年）2月より大牟田地区での供給を開始した。この大牟田発電所の主要設備は以下の通り。
- ボイラー ： 計2台
- 原動機 ： 208馬力蒸気機関1台（米国製）
- 発電機 ： 120キロボルトアンペア単相交流発電機1台（米国ウェスティングハウス・エレクトリック製、電圧2,200ボルト・周波数133ヘルツ）
- 発電所出力 ： 120キロワット

下記の通り、大牟田発電所は1913年に予備設備となった後1915年7月に休止となっている。

### 広滝発電所・川上川発電所

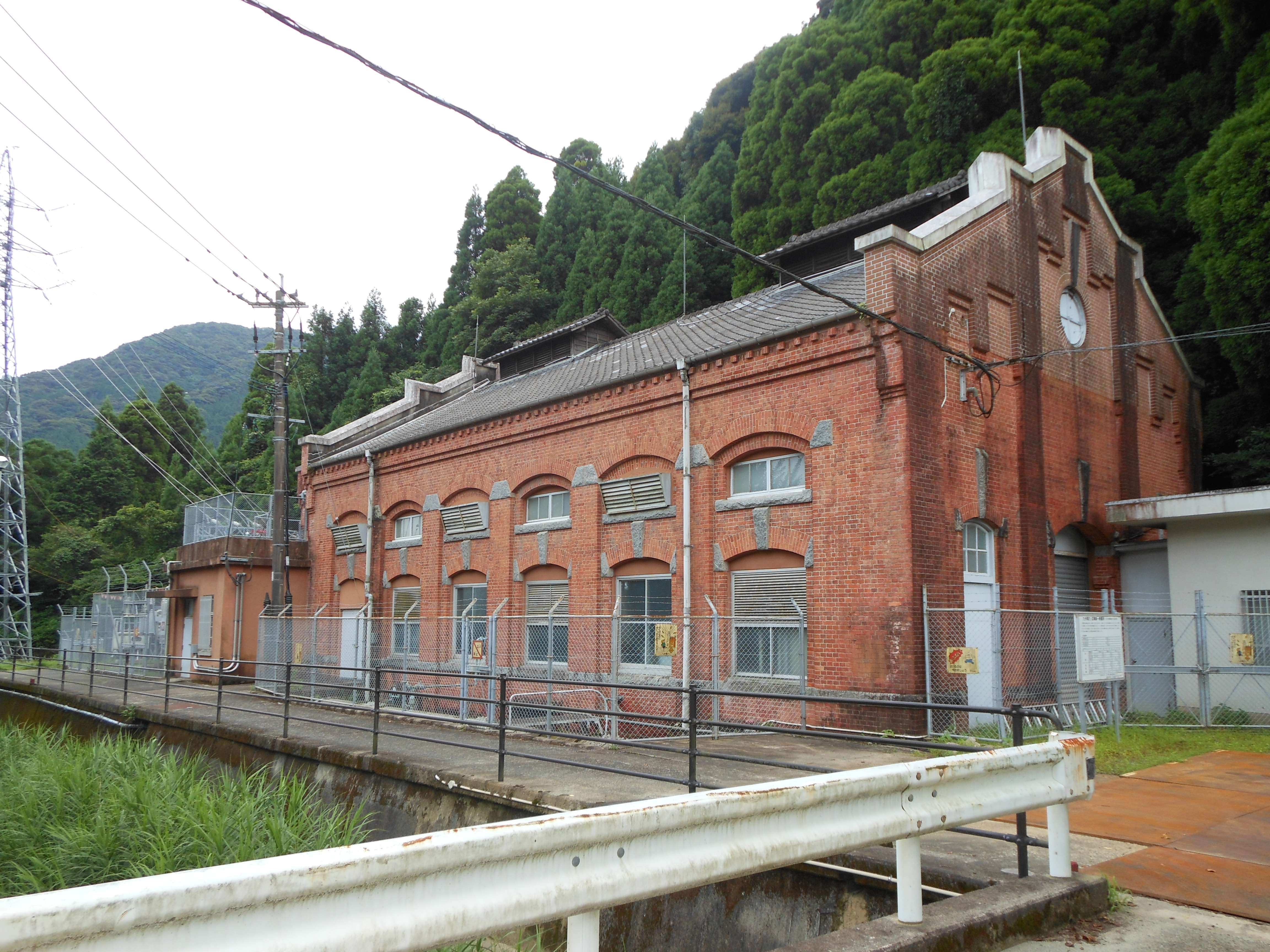
広滝発電所（現・九州電力広滝第一発電所）

九州電気の合併により、九州電灯鉄道の電源には広滝発電所と川上川発電所という2つの水力発電所が加わった。前者は佐賀県神埼郡脊振村大字広滝（現・神埼市脊振町広滝）にある筑後川水系城原川（じょうばるがわ）の発電所、後者は佐賀県佐賀郡小関村大字小副川（現・佐賀市富士町大字小副川）にあった川上川（嘉瀬川上流部）の発電所である。発電所出力は広滝が1,000キロワット（1918年以降1,500キロワット）、川上川が1,050キロワット（同900キロワット）であった。
九州電気時代、広滝発電所からは佐賀（第一）・神埼・諸富・久留米・鳥栖の各変電所、川上川発電所からは佐賀（第二）・小城・唐津・三間坂（現武雄市）の各変電所へと送電されていた。九州電灯鉄道の成立後、川上川発電所と福岡住吉発電所の連絡が完成すると、水力・火力発電の並列運転が可能となった。これにより日中は水力発電所の電気を福岡方面へと送電して火力発電を休止できるようになり、反対に夜間は佐賀方面に対し火力発電によって供給力不足時の補給が可能なった。また1913年（大正2年）に川上川発電所から大牟田まで送電線が架設されたことから大牟田発電所は予備となりその後1915年（大正4年）7月に休止された。

### 川上川第一・第二発電所

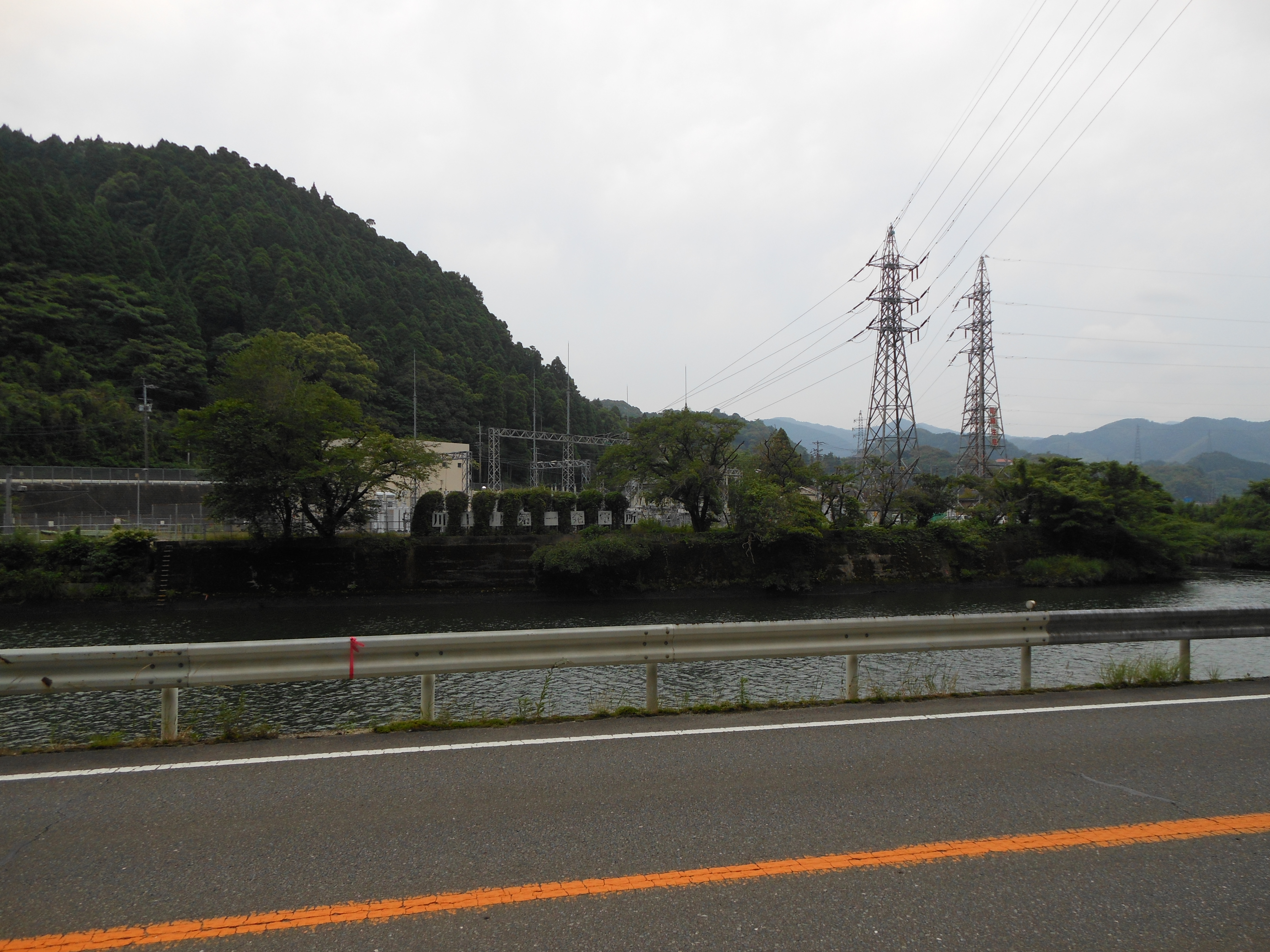
川上川第一発電所

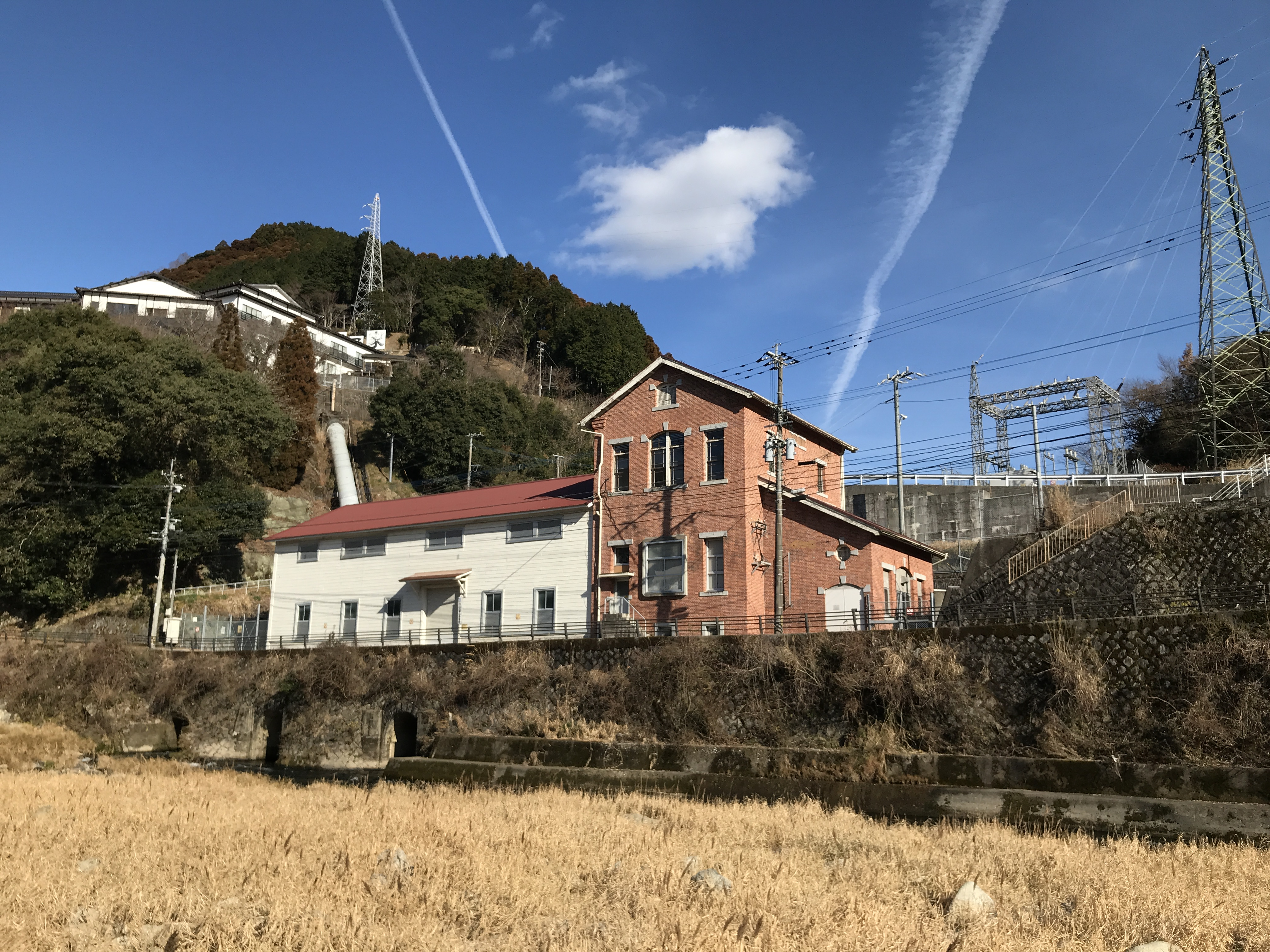
川上川第二発電所

九州電灯鉄道は成立直後から水力・火力併用の発電を目指し、真っ先に九州電気から引き継いだ川上川の開発に着手する。1912年12月、川上川にて川上川第一発電所・同第二発電所の水利権を得て、翌1913年3月まず川上川第二発電所を着工した。
川上川第二発電所は佐賀郡小関村大字小副川にあり、川上川発電所の上流に位置した。着工翌年の1914年（大正3年）5月に竣工している。第二発電所の主要設備は以下の通り。
- 原動機 ： 1,430馬力反動水車2台（ドイツ・フォイト製）
- 発電機 ： 800キロボルトアンペア三相交流発電機2台（ドイツ・シーメンス製、周波数60ヘルツ）
- 変圧器 ： 3台・総容量1,980キロボルトアンペア（ドイツ・シーメンス製）
- 発電所出力 ： 1,600キロワット

第二発電所に続いてその下流、小城郡南山村大字下熊川（現・佐賀市富士町大字下熊川）にて川上川第一発電所の建設が1913年5月に始まった。1916年（大正5年）8月に一部が運転を開始し、翌1917年（大正6年）6月より計画通り出力6,600キロワットでの運転を開始している。
第一発電所の主要設備は以下の通り。
- 原動機 ： 3,850馬力フランシス水車3台（スウェーデン・ベービング社製）
- 発電機 ： 2,200キロボルトアンペア三相交流発電機3台（芝浦製作所製、周波数60ヘルツ）
- 変圧器 ： 3台・総容量7,500キロボルトアンペア（米国ゼネラル・エレクトリック製）
- 発電所出力 ： 6,600キロワット

発電所建設に前後して送電網の再整備も進められた。まず1914年8月、佐世保への送電線を建設して旧佐世保電気から引き継いだ佐世保発電所（出力530キロワット）を廃止、川上川系統の余力による供給に振り替えた。さらに翌1915年11月には川上川第一発電所から長崎へ至る長崎送電線を新設。あわせて大村にも変電所を設置し、旧大諫電灯への供給用であった大村発電所（出力100キロワット）を廃止している。さらに1916年までに送電線の改廃・新設が相次いで実施され、九州電灯鉄道の送電網は一新された。
なお両発電所の所属会社は九州電灯鉄道から東邦電力、日本発送電と変遷した後、1951年（昭和26年）より九州電力に移り、同社川上川第一発電所（北緯33度20分51.9秒 東経130度14分51.9秒 / 北緯33.347750度 東経130.247750度）および川上川第二発電所（北緯33度22分22.1秒 東経130度12分35.5秒 / 北緯33.372806度 東経130.209861度）となっている。

### 長崎発電所
九州電灯鉄道が1916年に合併した長崎電気瓦斯は1912年に長崎市稲佐地区の旭町にて火力発電所（出力1,000キロワット）を建設していたが、九州電灯鉄道でも1915年8月になって長崎進出に伴う予備電源として同発電所構内に自社の長崎発電所（出力1,000キロワット）を新設した。長崎電気瓦斯の合併後は両発電所を合わせて「長崎発電所」と称している。1919年（大正8年）2月には3,000キロワットの増設工事が竣工した。
増設後の長崎発電所の主要設備は以下の通り。
- ボイラー ： 6台
- 原動機 ：
  - 750馬力カーチス式蒸気タービン2台（英国ブリティッシュ・トムソン・ハウストン製）
  - 1,500馬力カーチス式蒸気タービン1台（米国ゼネラル・エレクトリック製）
  - 5,300馬力混成式蒸気タービン1台（三菱造船所製）
- 発電機 ：
  - 625キロボルトアンペア三相交流発電機2台（英国ブリティッシュ・トムソン・ハウストン製、周波数60ヘルツ）
  - 1,000キロボルトアンペア三相交流発電機1台（米国ゼネラル・エレクトリック製、周波数60ヘルツ）
  - 3,750キロボルトアンペア三相交流発電機1台（三菱造船所製、周波数60ヘルツ）
- 発電所出力 ： 4,000キロワット

長崎発電所は1945年（昭和20年）に廃止されており現存しない。

### 名島発電所

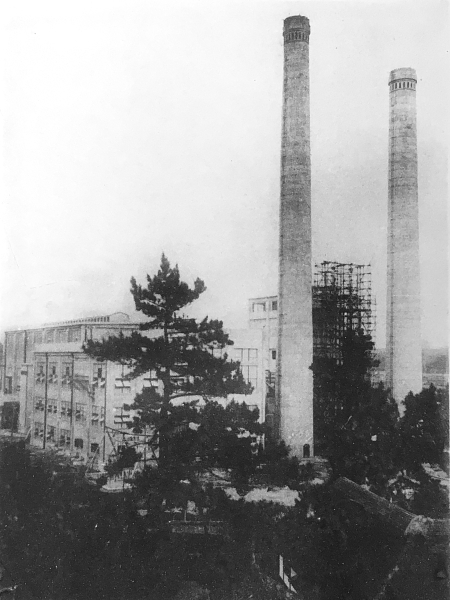
名島発電所

川上川第一発電所に続く電源開発は、水力発電の適地が川上川以外に存在しないことから火力発電とされ、需要増加を見越して1916年11月に上述の長崎発電所の増設と2万キロワットの大規模発電所新設が決定された。発電所の立地は翌年に佐賀県内の山本駅付近に一旦決定されたが、1918年（大正7年）になって福岡県糟屋郡多々良村名島（現・福岡市東区）に変更された。こうして着工されたのが名島発電所で、1920年（大正9年）の4月と6月に発電機が1台ずつ完成し竣工した。
名島発電所の主要設備は以下の通り。
- ボイラー ： 10台
- 原動機 ： 17,600馬力カーチス式蒸気タービン2台（米国ゼネラル・エレクトリック製）
- 発電機 ： 12,500キロボルトアンペア三相交流発電機1台（同上、周波数60ヘルツ）
- 変圧器 ： 9台（日立製作所製および芝浦製作所製）

名島発電所からは川上川第一発電所との間を連絡する66キロボルト送電線が建設された。これにより名島発電所を起点に川上川第一発電所を中継点として南は佐賀・大川変電所へ、西は東多久・武雄を経て佐世保・大村・長崎の各変電所へと至る基幹送電線が完成、そこから各発電所・変電所にて分岐する枝線で各地へ送電する送電網が構築された。
以上の発電所新設の結果、独立した送電系統の下関支店を除いた九州電灯鉄道の発電力は、水力が4発電所計1万600キロワット、火力が3発電所計2万8000キロワットとなり、総発電力は合計3万8600キロワットに達した（1921年6月末時点。なお他に電源としては九州水力電気からの受電225キロワットが存在）。
なお名島発電所は、九州電灯鉄道から東邦電力・日本発送電を経て1951年より九州電力の発電所となるが、1960年（昭和35年）12月に廃止され現存しない。

### 前田発電所
1916年から1920年にかけて馬関電灯・長府電灯・彦島電気を統合したことで成立した下関支店管内の地域は、山口県内における電力需要の中心の一つであった。電源としては馬関電灯から引き継いだ下関発電所（火力発電所）があり、はじめ出力800キロワットで運転していたが、九州電灯鉄道合併後の1917年5月に増設工事が竣工して出力は2,050キロワットとなった。しかし第一次世界大戦後の需要増加に対応できなくなったため、九州電灯鉄道では豊浦郡長府町前田（現・下関市前田）での新火力発電所新設を決定した。こうして建設されたのが前田発電所である。1921年（大正10年）7月より運転を開始した。
前田発電所の主要設備は以下の通り。
- ボイラー ： 2台
- 原動機 ： 8,378馬力カーチス式蒸気タービン1台（米国ゼネラル・エレクトリック製）
- 発電機 ： 6,250キロボルトアンペア三相交流発電機1台（米国ゼネラル・エレクトリック製、周波数60ヘルツ）
- 変圧器 ： 3台（芝浦製作所製）
- 発電所出力 ： 5,000キロワット

この前田発電所も、名島発電所と同様にそれまでの総発電力を単体で上回る大出力の火力発電所であった。このような大火力発電所の新設は、常務の松永安左エ門が計画したものという。
前田発電所は九州電灯鉄道、東邦電力を経て1933年に山口県営となり、さらに日本発送電を経て1951年より中国電力前田発電所となるが、1960年3月に廃止されており現存しない。

## 軌道事業の推移
以下、沿革のうち軌道事業（福博電車および唐津軌道）について詳述する。

### 福博電車
九州電灯鉄道が経営した軌道事業のうち、福岡市を東西に縦貫する電気軌道は「福博電車」と呼ばれた。元は福博電気軌道が建設した路線で、1910年（明治43年）3月に最初の区間が開通したのを皮切りに、翌年までに箱崎・今川橋間と支線の呉服町・博多駅前間、計8.19キロメートルが全線複線で開業した。1911年（明治44年）10月の博多電灯・福博電気軌道の合併に伴いこの路線は九州電灯鉄道（当初博多電灯軌道）の運営に移った。
電車の電源として開業時より堅粕発電所（出力240キロワット、筑紫郡堅粕村大字比恵所在）が運転されていたが、運転車両数が増加するにつれて供給力不足となったため、1911年3月、住吉発電所からの受電契約を結んで堅粕発電所を休止することとなった。住吉発電所の発生電力を交流から直流に変換し電車用動力に供する変電所は、同年10月同発電所構内に完成した。
電車の運賃は福博電気軌道時代の1911年3月に改訂されて以降は不変で、全線を7分割し1区につき2銭を徴収する区間運賃制を採った。運賃制度は不変であったが、沿線イベント開催時の運賃割引や沿線での住宅・娯楽施設経営など積極的な集客策により、1912年から1921年の9年間で乗客数は5倍、運賃収入は4倍に拡大している。この間の1921年6月5日、箱崎から東へ工科大学前までの路線延伸区間約750メートルが営業を開始した。

### 唐津軌道
九州電灯鉄道が経営した軌道事業のうち、佐賀県唐津地方の非電化軌道は「唐津軌道」と呼ばれた。元は唐津軌道株式会社（旧・満島馬車鉄道）が建設した路線で、1900年（明治43年）にまず浜崎 - 満島間が開業、その後満島から西へ順次延伸して九州電灯鉄道との合併直前、1913年（大正2年）11月に佐志まで到達していた。全長は11.4キロメートル。
この唐津軌道は馬車鉄道であったが、1913年11月に九州電灯鉄道へ引き継がれると石油発動車6台が導入されて運行本数が増加した。さらに1916年（大正5年）には工藤式蒸気動車も導入されている。しかし前身会社に携わった草場猪之吉によると、こうした施設の改良にもかかわらず唐津軌道は思うような成績を挙げなかったという。

### 輸送実績推移表
1911年から1921年までの軌道事業輸送実績の推移は以下の通り。決算期は毎年5月（上期）・11月（下期）の2回で、乗車人員・運賃収入ともに各期中のものである。
| 年度   | 乗車人員（単位：千人） | 乗車人員（単位：千人） | 運賃収入（単位：千円） | 運賃収入（単位：千円） |
| 年度   | 福博電車               | 唐津軌道               | 福博電車               | 唐津軌道               |
| ------ | ---------------------- | ---------------------- | ---------------------- | ---------------------- |
| 1911上 | -                      | -                      | 41                     | -                      |
| 1911下 | 2,955                  | -                      | 98                     | -                      |
| 1912上 | 3,511                  | -                      | 82                     | -                      |
| 1912下 | 3,072                  | -                      | 84                     | -                      |
| 1913上 | 3,788                  | -                      | 103                    | -                      |
| 1913下 | 4,174                  | 196                    | 113                    | 12                     |
| 1914上 | 4,254                  | 148                    | 112                    | 8                      |
| 1914下 | 4,747                  | 145                    | 118                    | 7                      |
| 1915上 | 5,270                  | 165                    | 130                    | 8                      |
| 1915下 | 5,128                  | 195                    | 119                    | 9                      |
| 1916上 | 5,307                  | 202                    | 126                    | 9                      |
| 1916下 | 5,875                  | 235                    | 134                    | 10                     |
| 1917上 | 6,406                  | 231                    | 148                    | 12                     |
| 1917下 | 7,066                  | 205                    | 162                    | 11                     |
| 1918上 | 8,566                  | 236                    | 202                    | 13                     |
| 1918下 | 8,762                  | 217                    | 119                    | 11                     |
| 1919上 | 10,042                 | 239                    | 230                    | 13                     |
| 1919下 | 12,432                 | 294                    | 280                    | 16                     |
| 1920上 | 13,827                 | 285                    | 319                    | 23                     |
| 1920下 | 13,478                 | 306                    | 302                    | 23                     |
| 1921上 | 14,599                 | 388                    | 327                    | 30                     |
| 1921下 | 16,001                 | 382                    | 353                    | 39                     |

福博電車と唐津軌道は1922年以降東邦電力の軌道部門となったが、唐津軌道については1930年（昭和5年）11月に廃止され東邦電力系の九州鉄道によるバスで代替された。福博電車については1934年（昭和9年）になって東邦電力から分離され、九州水力電気傘下の博多電気軌道（2代目・1929年九州水力電気より独立）と事業統合の上で福博電車株式会社に移された。同社は1942年（昭和17年）に合併で西日本鉄道（西鉄）となり、その路線は西鉄福岡市内線とされたが、旧九州電灯鉄道の線区（貫線・呉服町線）は1975年（昭和50年）11月に廃止されており現存しない。

## その他事業の推移
以下、沿革のうち電気事業・軌道事業以外の沿革について詳述する。

### ガス事業
石炭ガスの製造・供給、これに関する副生物の精製・販売といったガス事業は、1916年5月に長崎電気瓦斯に合併したことで同社より引き継ぎ開始した。事業は長崎支店の所管で、石炭ガスの供給区域は長崎市内、ガス工場は同市八千代町1丁目にあった（1922年3月末時点）。
九州電灯鉄道に関与した福澤桃介・松永安左エ門の両名は、九州では他にガス事業も経営し、1913年（大正2年）6月に西部合同瓦斯（現・西部ガス）を設立していた。同社は九州と山口県のガス会社10社を一挙に合同したガス会社であり、福岡・大牟田・佐世保・下関のガス会社も合併に参加したが、長崎市の九州瓦斯は参加せず、別に長崎電灯との合併を選び1914年（大正3年）に長崎電気瓦斯となった。このガス事業が九州電灯鉄道へ引き継がれたのである。
1916年から1921年にかけての事業状況の推移は以下の通り。決算期は毎年5月（上期）・11月（下期）の2回で、需要家数・孔数の数値は各期末、製造量と収入金額は各期中のものである。また収入には副生物収入を含む。
| 年度   | 需要家数 | 孔数  | 孔数  | 孔数   | ガス製造量 （単位：立方尺） | 収入 （単位：千円） |
| 年度   | 需要家数 | 灯用  | 熱用  | 街灯用 | ガス製造量 （単位：立方尺） | 収入 （単位：千円） |
| ------ | -------- | ----- | ----- | ------ | --------------------------- | ------------------- |
| 1916上 | 2,996    | 8,137 | 4,914 | 38     | -                           | 41                  |
| 1916下 | 2,941    | 7,816 | 4,914 | 38     | 25,865,100                  | 38                  |
| 1917上 | 2,942    | 7,670 | 5,005 | 38     | 29,922,600                  | 50                  |
| 1917下 | 2,896    | 7,420 | 5,148 | 38     | 26,204,000                  | 46                  |
| 1918上 | 2,909    | 7,075 | 5,300 | 38     | 32,896,200                  | 63                  |
| 1918下 | 2,879    | 6,804 | 5,524 | 38     | 33,566,800                  | 69                  |
| 1919上 | 2,625    | 6,042 | 5,348 | 14     | 36,059,500                  | 83                  |
| 1919下 | 2,471    | 5,437 | 5,175 | 3      | 30,484,300                  | 75                  |
| 1920上 | 2,463    | 5,240 | 5,249 | 3      | 35,479,800                  | 97                  |
| 1920下 | 2,387    | 4,963 | 5,216 | 2      | 33,290,700                  | 92                  |
| 1921上 | 2,426    | 4,817 | 5,395 | 1      | 34,751,000                  | 98                  |
| 1921下 | 2,536    | 4,699 | 5,690 | 1      | 35,378,100                  | 96                  |

表のように、電灯の普及によって灯用のガス利用、すなわちガス灯は減少する一方、熱用の利用は増加していった。熱用の増加は、第一次世界大戦勃発後に薪炭の市価が高騰したことによる。またガス事業の副業である副生物の精製・販売に力が注がれ、コークス製造以外にも、1916年にタール蒸留装置が完成し精製コールタール・ベンゼン・ナフタレン・ピッチなどの製造を開始し、1918年（大正7年）には硫酸アンモニウムの製造も開始した。
長崎のガス事業は東邦電力成立後の1922年（大正11年）7月より西部合同瓦斯への委託経営となった。1927年（昭和2年）4月に委託先は西部合同瓦斯を合併した東邦瓦斯（東邦ガス）となり、さらに同年9月、正式に事業譲渡が成立し東邦瓦斯長崎支店の所管となった。その3年後の1930年（昭和5年）、長崎を含む九州地方における東邦瓦斯の事業が独立して現在の西部瓦斯（西部ガス）が発足している。

### 製作所事業

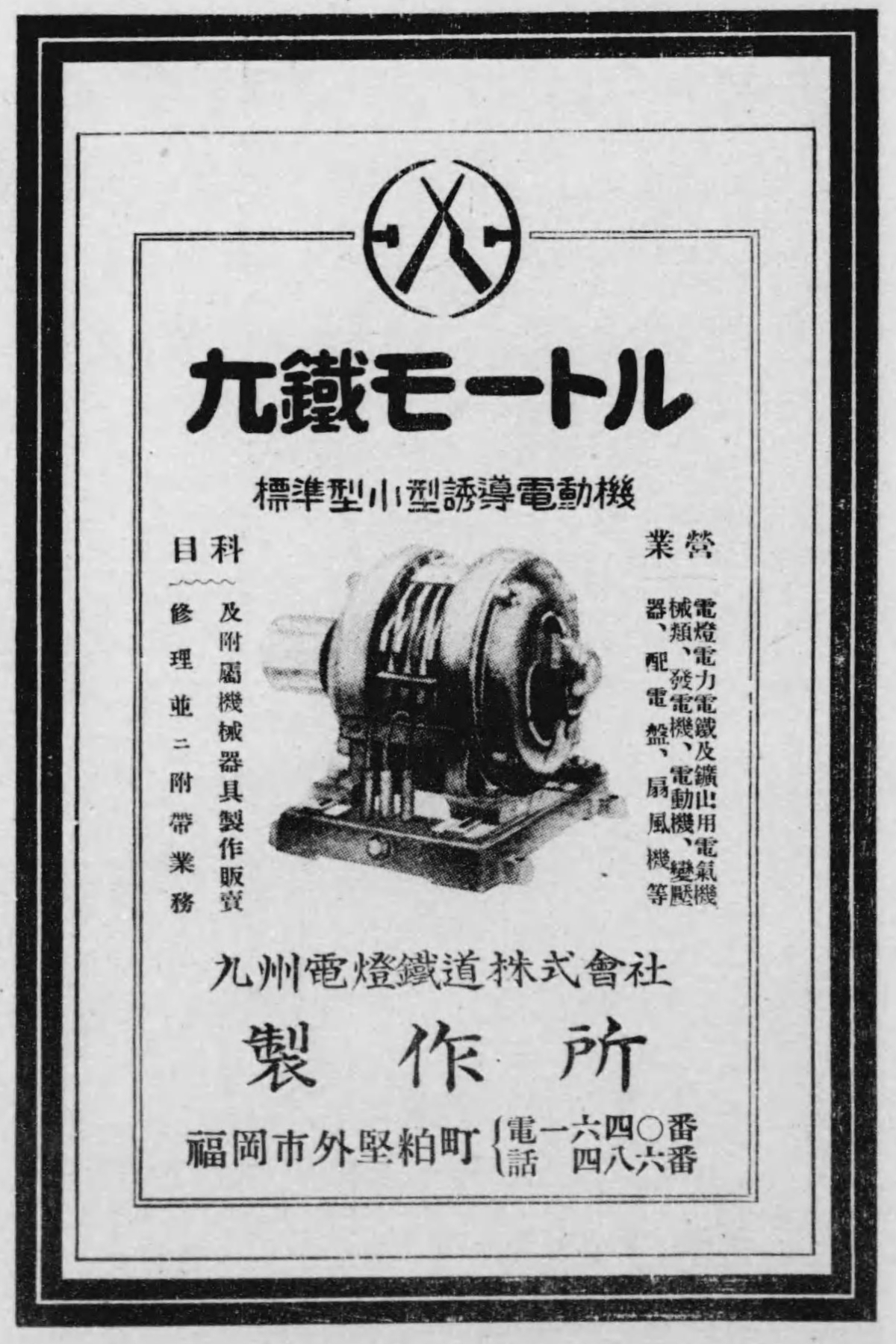
製作所の広告（1920年）

九州電灯鉄道は1912年末より「工作所」の名で電車関係の機械・器具の製作・修理を兼業として始め、やがて変圧器や配電盤などの電気供給事業に関する機器の製作も手がけるようになった。1918年（大正7年）になり、この事業を社外の注文にも応ずるべく拡大することとなり、8月に工場設置の許可を得た。こうして翌1919年（大正8年）3月に九州電灯鉄道の「製作所」が完成、営業を開始した。製作する機器は変圧器・電動機・扇風機・開閉器などである。製作所の所在地は堅粕町大字比恵（後の福岡市比恵）。
製作所事業の収入は1921年上期に7万8千円となりピークを迎えたが、同年下期には同業他社との競争激化のため半減に近い4万1千円となった。製作所は関西電気（東邦電力）との合併後、1922年6月より株式会社東邦電機工作所へと分離された。さらに1927年（昭和2年）になって工場を引き継ぎ西部電気工業所（現・西部電機）が発足している。

### 土地建物事業
福博電気軌道時代の1910年2月、電車経営の附帯事業として土地・家屋の売買・賃貸を手がけることを決定し、ただちに福岡市西部、地行西町にて土地を買収、まず住宅5棟を建築して賃貸を開始した。
九州電灯鉄道となった1912年6月時点では所有土地は2万7千坪、所有家屋は29棟であった。こうした土地経営は電車事業の収益と相まって発展し、さらに1913年以降は百道方面にも事業の対象が拡大、1921年の所有土地は12万8千坪、所有家屋は65軒となった。この結果、九州電灯鉄道時代の9年間で土地建物事業の収入は9倍（1921年下期で1万1千円）となっている。

## 年表
- 1895年（明治28年）
  - 10月4日 - 発起人により「博多電灯株式会社」発起願が農商務省に提出される[7]。
- 1896年（明治29年）
  - 3月26日 - 創業総会開催[7]。
  - 5月6日 - 博多電灯株式会社設立[1]。資本金5万円[7]。
- 1897年（明治30年）
  - 11月1日 - 博多電灯開業、電灯供給開始[7]。
- 1898年（明治31年）
  - 12月15日 - 10万円への増資決議[17]。
- 1902年（明治35年）
  - 7月24日 - 15万円への増資決議[136]。
- 1906年（明治39年）
  - 11月6日 - 広滝水力電気と合併仮契約を締結（ただし合併決議に至らず）[14]。
- 1907年（明治40年）
  - 7月9日 - 20万円の増資決議[137]。
- 1908年（明治41年）
  - 9月 - 住吉発電所運転開始。
  - 10月 - 電力供給開始。
  - 10月7日 - 5万円の増資決議[138]。
- 1909年（明治42年）
  - 2月27日 - 大牟田地区での供給開始[17]。
  - 3月18日 - 40万円の増資決議[139]、資本金80万円となる[17]。
- 1911年（明治44年）
  - 3月12日 - 80万円の増資決議[140]、資本金160万円となる[17]。
  - 11月2日 - 福博電気軌道を合併[24]、博多電灯軌道株式会社に社名変更[23]。資本金280万円となる[23]。軌道事業・土地建物事業開始。
- 1912年（明治45年／大正元年）
  - 4月25日 - 九州電気（旧・広滝水力電気）の合併を決議[26]。
  - 6月29日 - 九州電気との合併成立、九州電灯鉄道株式会社に社名変更[26]。資本金485万円となる[26]。
  - 7月19日 - 博多電気軌道との間に合併仮契約締結（21日撤回）[61]。
- 1913年（大正2年）
  - 11月30日 - 佐世保電気・唐津軌道・七山水力電気・大諫電灯・糸島電灯の5社を合併[141]。資本金625万円となる[30]。
- 1914年（大正3年）
  - 5月 - 川上川第二発電所（出力1,600キロワット）運転開始。
- 1915年（大正4年）
  - 8月 - 長崎発電所運転開始。
  - 9月 - 津屋崎電灯・宗像電気の2社から事業を買収[30]。
  - 11月 - 長崎送電線使用開始。
- 1916年（大正5年）
  - 1月31日 - 911万4000円の増資決議[142]。
  - 5月4日 - 長崎電気瓦斯・久留米電灯・馬関電灯の3社を合併[143]。資本金1800万円となる[30]。ガス事業開始。
  - 8月 - 川上川第一発電所運転開始（1917年6月より出力6,600キロワットで運転）。
- 1917年（大正6年）
  - 6月 - 福岡市天神町に本社ビル竣工、東中洲町より本社移転。
- 1918年（大正7年）
  - 1月 - 長府電灯より事業を買収[30]。
- 1919年（大正8年）
  - 3月 - 製作所竣工、事業開始。
- 1920年（大正9年）
  - 3月13日 - 彦島電気を合併[144]。資本金1862万5000円となる[30]。
  - 3月30日 - 3137万5000円の増資決議、資本金5000万円となる[30]。
  - 4月 - 名島発電所1号発電機（出力1万キロワット）運転開始。
  - 6月 - 名島発電所2号発電機（出力1万キロワット）運転開始。
- 1921年（大正10年）
  - 6月 - 福博電車、箱崎・工科大学前間延伸。
  - 7月 - 前田発電所（出力5,000キロワット）運転開始。
  - 12月23日 - 社長伊丹弥太郎・常務松永安左エ門、関西電気（旧・名古屋電灯）の社長・副社長に就任[66]。
  - 12月25日 - 関西電気との間に合併仮契約締結[69]。
- 1922年（大正11年）
  - 1月12日 - 株主総会にて関西電気との合併議決[69]。
  - 5月31日 - 関西電気との合併について逓信省より認可[69]。
  - 6月26日 - 関西電気との合併成立、九州電灯鉄道解散[2]。同日関西電気は東邦電力株式会社に社名変更[65]。

## 本社・支店所在地

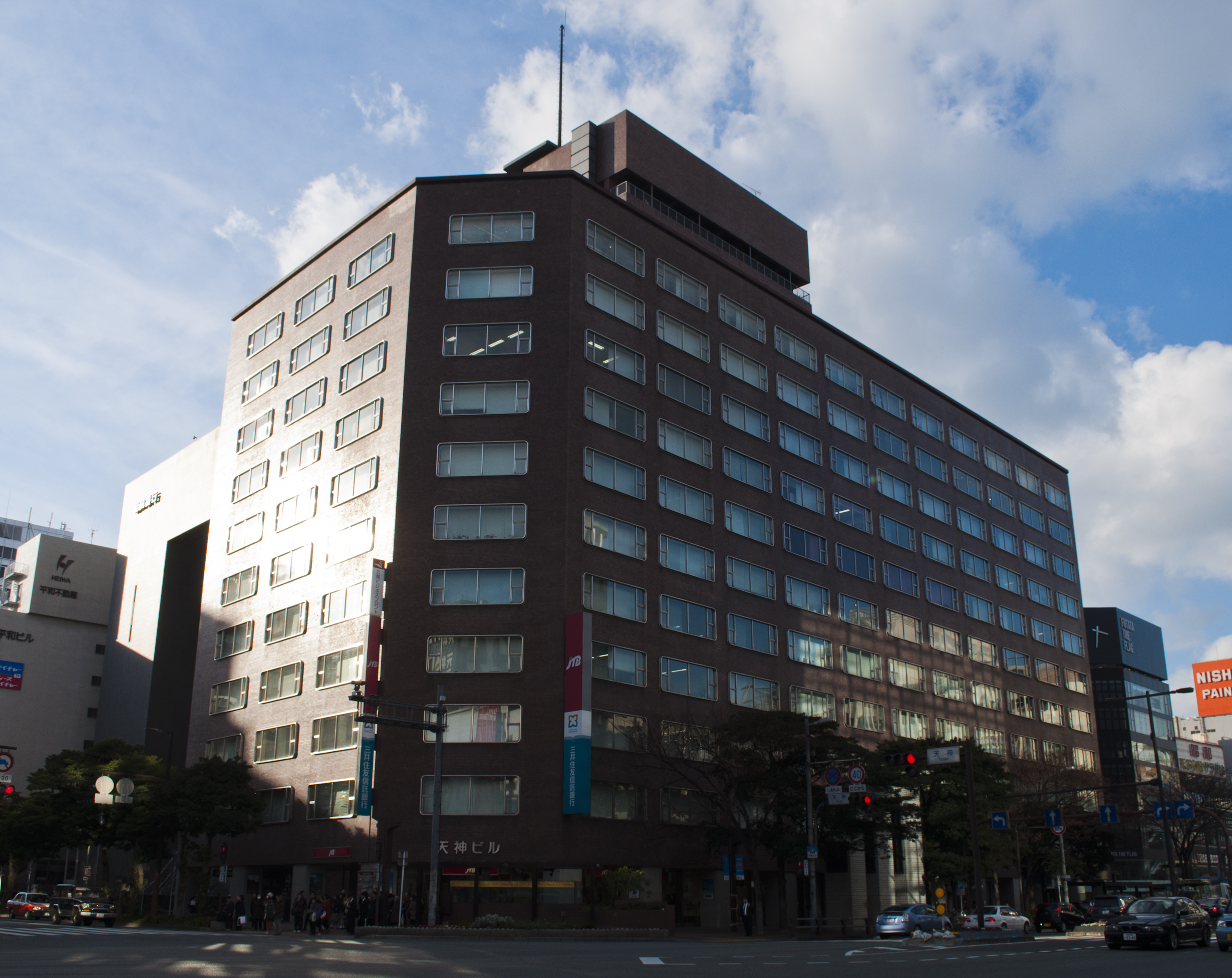
九州電灯鉄道本社ビル跡地に建つ天神ビル（1960年竣工）

1922年1月時点における本社および支店の所在地は以下の通り。
- 本社：福岡県福岡市天神町
- 久留米支店：福岡県久留米市日吉町
- 大牟田支店：福岡県大牟田市有明町
- 佐賀支店：佐賀県佐賀市唐人町
- 唐津支店：佐賀県東松浦郡唐津町
- 佐世保支店：長崎県佐世保市戸尾町
- 長崎支店：長崎県長崎市袋町
- 下関支店：山口県下関市竹崎町

本社は元は博多電灯時代より福岡市東中洲町にあったが、九州電灯鉄道成立後の1913年に社業の拡大に伴う移転を決定。第一次世界大戦の勃発で着工が遅れるが、福岡市天神町58番地にて1916年に本社ビル本館・倉庫の建設に着手、翌1917年6月に竣工・移転した。本社ビル本館は鉄筋コンクリート構造の地下1階・地上3階建てで、屋上には時計塔が設置された。この建物は太平洋戦争後も残り九州電力へ引き継がれたが、戦災で全焼するなど老朽化したため傘下の株式会社天神ビルによって建て替えられ、1960年（昭和35年）跡地に「天神ビル」が竣工している。

## 歴代役員一覧
歴代社長は以下の通りである。
1. 磯野七平 ： 1896年3月 - 1897年10月（死去）
2. 太田清蔵 ： 1897年11月 - 1898年4月
この間社長空席、専務制
  1. 石橋勇三郎 ： 1898年4月 - 同年8月
  2. 野村祐雄 ： 1898年10月 - 1900年1月
3. 野村祐雄 ： 1900年1月 - 1902年1月
4. 太田清蔵 ： 1902年1月 - 1907年7月
5. 山口恒太郎 ： 1907年7月 - 1912年6月
6. 伊丹弥太郎 ： 1912年6月 - 1922年5月

また歴代の常務取締役は以下の通り。
- 松永安左エ門 ： 1911年11月（この間専務）1912年6月 - 1922年5月
- 田中徳次郎 ： 1912年6月 - 1922年5月
- 山口恒太郎 ： 1912年6月 - 1915年

歴代役員のうち、上記社長・専務・常務経験者以外の主な人物は以下の通り。
- 奥村七郎（取締役）
- 牟田万次郎（取締役・監査役）
- 大島小太郎（取締役）
- 中野致明（取締役）
- 古賀春一（取締役）
- 桜木亮三（取締役兼支配人）
- 橋本辰二郎（監査役）
- 各務幸一郎（監査役）
- 堀三太郎（監査役・相談役）
- 福澤桃介（相談役）

## 備考：九州鉄道との関係

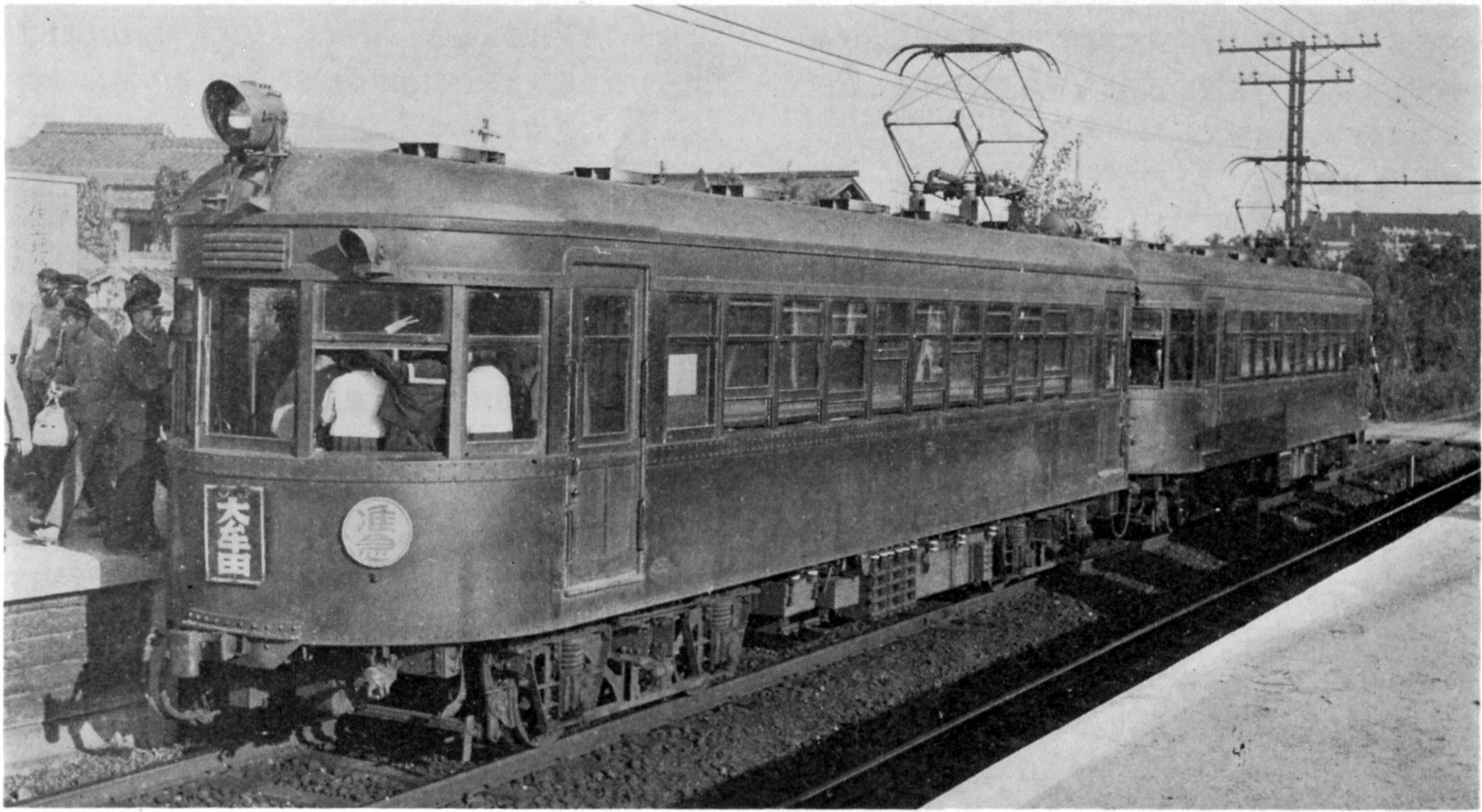
九州鉄道の電車（1940年）

1915年（大正4年）9月、伊丹弥太郎・松永安左エ門・田中徳次郎・山口恒太郎ら九州電灯鉄道関係者の発起により、福岡と久留米を結ぶ電気鉄道の建設を目指して筑紫電気軌道株式会社が設立された。本社は九州電灯鉄道本社内に置かれ、社長も伊丹が兼任した。
軌道敷設の特許を取得したのに伴い会社が成立したが、実際には福岡から久留米までの全区間にわたる特許は国鉄線（鹿児島本線）と並行しており不要であるとして許可されていなかった。このため着工は計画よりも大幅に遅延し、久留米までの特許取得後の1922年（大正11年）9月となった。この間の1922年3月、筑紫電気軌道は建設資金調達のため資本金を500万円増資して650万円としたが、このとき九州電灯鉄道との合併が決まっていた関西電気が新株の半数を引き受けている。九州電灯鉄道が関西電気に合併されて消滅した直後の同年6月15日、筑紫電気軌道は「九州鉄道株式会社」に社名を変更した。社名変更で明治時代の鉄道会社の名称を継承するとともに、九州電灯鉄道からも略称の「九鉄」と社章を引き継いだ。
1924年（大正13年）4月、九州鉄道は福岡から久留米までの路線を開通させ開業した。同線はその後大牟田まで延伸され、西鉄天神大牟田線となっている。

## 社史
- 『九電鉄二十六年史』 - 塩柄盛義編集、1923年12月東邦電力により発行。博多電灯の創業から関西電気との合併までの歴史を纏める。書名に「九電鉄」とあるのは、本来の略称「九鉄」を用いると九州鉄道と混同されるおそれがあるため脱稿後に変更したもの（同書緒言より）。

### 企業史
- 九州電力 編『九州地方電気事業史』九州電力、2007年。
- 九州電力10年史編集会議（編）『九州電力10年史』九州電力、1961年。
- 西部瓦斯株式会社史編纂委員会（編）『西部瓦斯株式会社史』西部瓦斯、1982年。
- 佐賀銀行総合企画部 編『佐賀銀行百年史』佐賀銀行、1982年。
- 塩柄盛義（編）『九電鉄二十六年史』東邦電力、1923年。
- 中国地方電気事業史編集委員会（編）『中国地方電気事業史』中国電力、1974年。
- 東邦電力史編纂委員会（編）『東邦電力史』東邦電力史刊行会、1962年。
- 西日本鉄道株式会社100年史編纂委員会（編）『西日本鉄道百年史』西日本鉄道、2008年。
- 北陸地方電気事業百年史編纂委員会（編）『北陸地方電気事業百年史』北陸電力、1998年。

### 逓信省資料
- 『電気事業要覧』 明治41年、逓信省電気局、1909年。NDLJP:805421。
- 逓信省電気局（編）『電気事業要覧』 明治44年、逓信協会、1912年。NDLJP:974998。
- 逓信省電気局（編）『電気事業要覧』 大正元年、逓信協会、1914年。NDLJP:974999。
- 逓信省電気局（編）『電気事業要覧』 第8回、逓信協会、1916年。NDLJP:975001。
- 逓信省電気局（編）『電気事業要覧』 第10回、逓信協会、1918年。NDLJP:975003。
- 逓信省電気局（編）『電気事業要覧』 第12回、逓信協会、1920年。NDLJP:975005。
- 逓信省電気局（編）『電気事業要覧』 第13回、逓信協会、1922年。NDLJP:975006。
- 逓信省電気局（編）『電気事業要覧』 第14回、電気協会、1922年。NDLJP:975007。

### その他書籍
- 今尾恵介（監修）『日本鉄道旅行地図帳』 12号九州沖縄、新潮社、2009年。
- 大村市史編さん委員会（編）『新編大村市史』 第四巻（近代編）、大村市、2016年。
- 商業興信所（編）『日本全国諸会社役員録』 第30回、商業興信所、1922年。NDLJP:968834。
- 電気之友社（編）『電気年鑑』
  - 『電気年鑑』 大正11年、電気之友社、1922年。NDLJP:948318。
  - 『電気年鑑』 昭和14年（第24回）、電気之友社、1939年。NDLJP:1115068。
- 日本経済新聞社 編『私の履歴書』 第21集、日本経済新聞社、1964年。
- 農商務省商工局 編『瓦斯事業要覧』 大正10年度、帝国瓦斯協会、1922年。NDLJP:946302。